# Anton Tchekhov
« Tchekhov » redirige ici. Pour les autres significations, voir Tchekhov (homonymie).
Anton Tchekhov (ou Tchékhov) (en russe : Антон Павлович Чехов) est un écrivain et dramaturge russe né le 17 janvier 1860 (29 janvier dans le calendrier grégorien) à Taganrog (Russie) et mort le 15 juillet 1904 à Badenweiler (Allemagne).
Tout en exerçant sa profession de médecin, il publie entre 1880 et 1903 plus de 600 œuvres littéraires ; certaines pièces souvent mises en scène à l'heure actuelle — La Mouette, La Cerisaie, Oncle Vania — font de lui l’un des auteurs les plus connus de la littérature russe, notamment pour sa façon de décrire la vie dans la province russe à la fin du XIXe siècle.
Ami d’Ivan Bounine, de Maxime Gorki, de Fédor Chaliapine, d'Alexeï Souvorine, il est l’oncle de Mikhaïl Tchekhov, et le frère du peintre russe Nikolaï Tchekhov.

## Biographie

### Enfance et jeunesse
Anton Pavlovitch Tchekhov naît en 1860 à Taganrog, au bord de la mer d'Azov, au sud de la Russie.
Son père, Pavel Iegorovitch Tchekhov (1825-1898), est un homme violent d’une religiosité excessive, et le fils d'un serf du gouvernement de Voronej qui a acheté son affranchissement au comte A. D. Tchertkov en 1841. Il tient une petite épicerie et commerce de produits coloniaux à Taganrog.
Sa mère, née Evguenia Iakolevna Morozova (1835-1919), est fille de commerçants, négociants en draps de la région de Morchansk, issus également d’une ancienne famille de serfs. Elle a dix-neuf ans quand elle se marie.
Les époux élèvent six enfants, dont cinq garçons : Alexandre (1855-1913), Nikolaï (1858-1889), Anton (1860-1904), Ivan (1861-1921) et Mikhaïl (1865-1936) et une fille : Maria (1863-1957) ; une seconde fille Evguenia (1869-1871) est morte en bas âge.

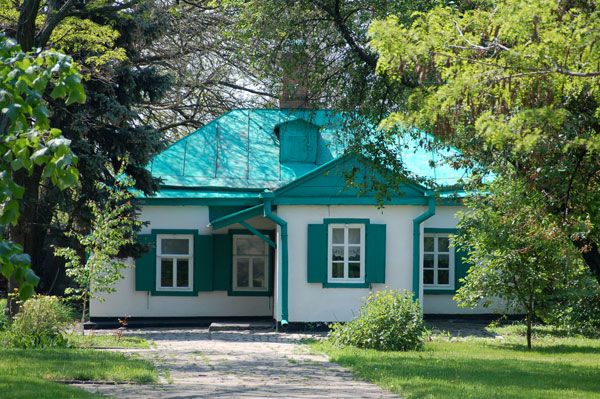
Maison natale de Tchekhov à Taganrog.

Les très faibles revenus tirés du magasin résultent de l'aptitude médiocre du père à gérer l'épicerie et de la situation économique déclinante du port de mer de la ville de Taganrog (en raison de l'ensablement de la baie dans la seconde moitié du XIXe siècle).
Les enfants Tchekhov grandissent donc dans la pauvreté et les restrictions. Les fils, y compris Anton, ont très tôt aidé au magasin, en plus d’être contraints d’aller chaque jour à des cours de chant au chœur de l’église, où le père est chantre. Tchekhov décrit ce père autoritaire à maintes reprises. La famille vit alors dans la maison Gnoutov, petite bâtisse toute en rez-de-chaussée, située Politzeïskaïa oulitsa (rue de la Police) à Taganrog.
Malgré une situation financière difficile, les Tchekhov tiennent à offrir à leurs enfants de bonnes connaissances générales : à huit ans, Anton est admis en classe préparatoire au lycée no 2 de garçons de Taganrog, qu’il fréquente de 1869 à l’obtention de son diplôme en 1879. Anton se montre alors un élève plutôt moyen qui redouble par deux fois (en 3e et 5e classe). Il y rencontre Lev Philippovitch Wolkenstein avec lequel il entretiendra une amitié durable.
Ses résultats scolaires moyens n'ont rien de très surprenant si l'on tient compte de la charge continuelle supportée par les frères qui doivent, en dehors des cours, aller chanter au chœur ou bien travailler dans le magasin de leur père, et si l'on tient compte des méthodes d’instruction et d’éducation particulièrement autoritaires en vigueur à cette époque dans les écoles de l’Empire russe. Tchekhov utilisera ses souvenirs de lycée notamment dans le récit L'Homme à l'étui (1898).

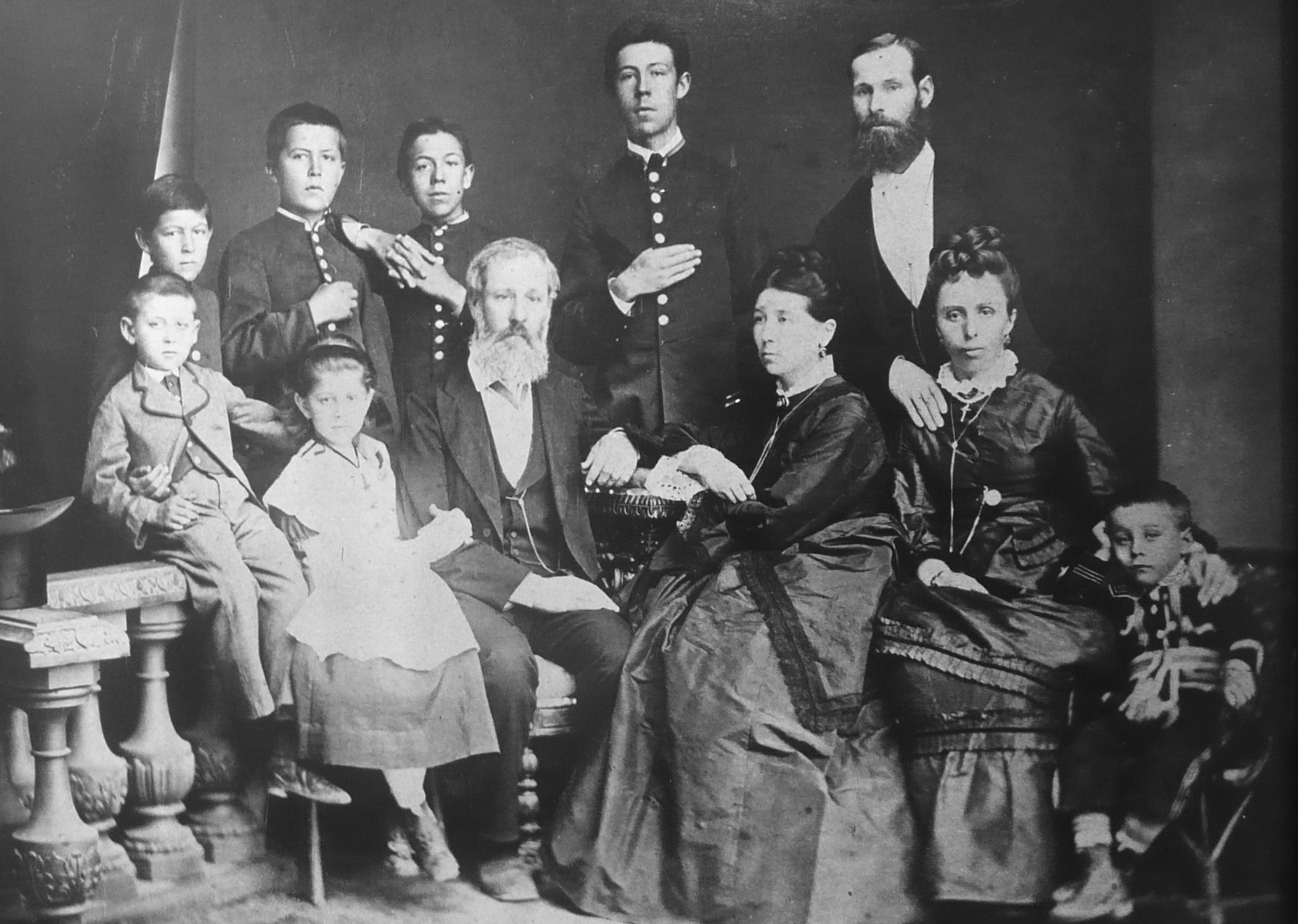
Photo de famille des Tchekhov, 1874. Second rang de gauche à droite : Ivan, Anton, Nikolaï, Alexandre, Mitrofan (son oncle) ; premier rang de gauche à droite : Mikhaïl, Maria, son père Pavel, sa mère Evguenia, Ludmilla (épouse de Mitrofan), Gueorgui (son fils).

Alors qu’il est tenu jusque-là pour un enfant discret et réservé, il fait montre, comme lycéen, d’un humour prononcé et porte beaucoup d'intérêt au théâtre et à la littérature. Il s’y fait une réputation de farceur par ses commentaires satiriques et ses mauvais tours tels que sa facilité à affubler les professeurs de surnoms humoristiques. Pendant le peu de temps libre dont ils disposent, les frères Tchekhov ont pour habitude d’aller voir des représentations au théâtre municipal de Taganrog et ils mettent en scène régulièrement des pièces comiques dans leur propre théâtre qu’ils ont construit à la maison.

En 1869, la famille Tchekhov déménage dans une nouvelle maison située Monastyrskaïa oulitsa (rue du Monastère). Du fait d’une mauvaise opération immobilière et de la baisse continue des revenus de son magasin, les difficultés financières de son père s’aggravent tant dans les années suivantes qu’il doit déclarer son commerce en banqueroute au printemps 1876, ce qui, à l'époque, signifie être sous la menace d’une incarcération. Il ne lui reste plus qu’à céder le magasin et à fuir secrètement à Moscou, où séjournent déjà, pour leurs études, depuis l’été 1875, les deux aînés : Alexandre et Nikolaï. Quelques mois plus tard, il est rejoint par la mère et les deux plus jeunes enfants, tandis qu’Anton et Ivan poursuivent leurs études au lycée de Taganrog.

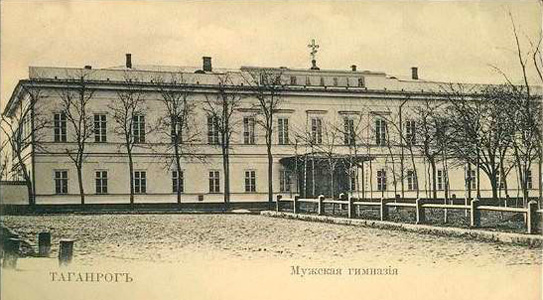
Lycée de garçons de Taganrog.

Dès cette époque, Anton est de fait livré à lui-même, car sa famille ne dispose alors d’aucun revenu régulier à Moscou, et vit dans une profonde misère. La maison de Taganrog revient à un des créanciers (acquise déloyalement par un de leurs anciens pensionnaires) ; Anton y loue seul un coin alors qu'Ivan trouve refuge dans un premier temps chez une tante, avant de partir lui aussi pour Moscou à l’automne 1876. Anton, qui se prépare assidûment au baccalauréat, se retrouve tout seul et subvient à ses besoins en donnant des leçons particulières et en liquidant le reste des biens de ses parents, envoyant aussi une part de ces maigres revenus à sa famille à Moscou. À partir de 1877, Anton fréquente en outre, régulièrement, la toute récente bibliothèque publique de Taganrog.
Des années plus tard, il s’exprime de manière lucide sur le sujet de son enfance, de sa jeunesse ainsi que sur son passage précoce à l’âge adulte, au travers d’une lettre adressée à son éditeur habituel, Souvorine :

« Ce que les écrivains nobles prenaient gratuitement à la nature, les écrivains roturiers l’achètent au prix de leur jeunesse. Ecrivez donc un récit, où un jeune homme, fils de serf, ancien commis épicier, choriste à l’église, lycéen puis étudiant, entraîné à respecter les grades, à embrasser les mains des popes, à vénérer les pensées d’autrui, reconnaissant pour chaque bouchée de pain, maintes fois fouetté, qui a été donner des leçons sans caoutchoucs aux pieds, qui s’est battu, qui a tourmenté des animaux, qui aimait déjeuner chez des parents riches, qui fait l’hypocrite avec Dieu et les gens sans aucune nécessité, par simple conscience de son néant, montrez comment ce jeune homme extrait de lui goutte à goutte l’esclave, comment un beau matin, en se réveillant, il sent que dans ses veines coule non plus du sang d’esclave, mais un vrai sang d’homme. »

À l’été 1879, il réussit l’ensemble de ses examens et obtient son diplôme. Puis, il postule pour une bourse offerte par la municipalité de Taganrog dotée de 25 roubles par mois, qu'il obtient en août 1879. Le 8 août 1879 il débarque à Moscou, accompagné de deux camarades Saveliev et Zemboulatov, pour y entreprendre les études de médecine dont il avait fait le projet depuis longtemps.

### Études et débuts littéraires
Le parcours de Tchekhov à l’université Lomonosov de Moscou, où il s’inscrit à la faculté de médecine peu après son arrivée, dure de septembre 1879 jusqu’au diplôme à l’été 1884. Durant cette période, les Tchekhov changent plusieurs fois de lieu de résidence et doivent se contenter, particulièrement dans les premiers mois, de logements beaucoup trop petits pour une famille de sept personnes, ce qui procure à Anton d’immenses difficultés dans la préparation de ses examens. Ceci le renforce encore plus dans l'idée qu’en se consacrant à l’écriture dès ses premières années d’études, l'écriture pourra s’avérer également une importante source de revenu.

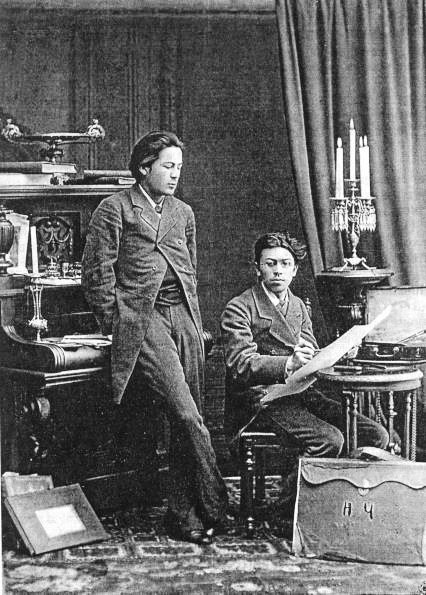
Anton (à gauche) et Nikolaï Tchekhov, 1882.

Les débuts de Tchekhov comme auteur remontent à l’époque de Taganrog : dès l’adolescence il s’essaie à écrire des petits textes, parodies, anecdotes ainsi que des histoires drôles[réf. nécessaire]. Comme son grand frère Alexandre, qui vit à cette époque à Moscou et fait quelques piges dans des journaux et revues humoristiques, Anton envoie sans succès quelques-uns de ces textes brefs (dont aucun n’a été conservé) à plusieurs rédactions moscovites. En 1878, Tchekhov rédige pour la première fois une pièce de théâtre, laquelle doit avoir pour titre Sans Père et est dédiée à Maria Iermolova, une actrice renommée qu’il admire. Mais cette pièce ne rencontre aucun écho favorable à Moscou à cause de ses multiples remaniements tardifs. Elle est ensuite considérée comme disparue, avant de reparaître en 1920 comme manuscrit sans titre. Elle est publiée pour la première fois en 1923 et est connue ensuite à l’étranger sous le titre de Platonov.
Par la suite, Tchekhov lui-même indique à plusieurs reprises dans ses lettres les années 1878-1880 comme ses véritables débuts littéraires, sans pouvoir en préciser cependant le moment exact. Les premières publications de Tchekhov conservées jusqu'à aujourd’hui remontent à l’année 1880 lorsqu’il parvient, après quelques essais infructueux, à publier dix nouvelles humoristiques dans la revue pétersbourgeoise Strekosa (La Libellule) dont la Lettre de Stepan Vladimirovitch, propriétaire de la région du Don, à son savant voisin, le docteur Friedrich le 9 mars 1880[réf. nécessaire].
En 1881 et 1882, suivent plusieurs publications de ce genre dans des revues humoristiques et satiriques plus ou moins connues : Boudilnik (Le Réveille-Matin), Moskva (Moscou), Zritel (Le Spectateur) et Svet i teni (Lumière et ombres). Une lettre datant de ses années d’études, donne des indications sur les difficultés que rencontre Tchekhov dans ses débuts. En août 1883, il écrit ainsi au rédacteur d’une revue dans un courrier accompagnant des nouvelles :

« J’écris dans les pires conditions. Devant moi se tient mon travail non littéraire, se rappelant à moi impitoyablement, le bébé d’un parent venu en visite crie dans la pièce d’à côté, dans une autre pièce mon père lit à voix haute à mère L’Ange scellé de Nikolaï Leskov. […] Mon lit borde celui de mon cousin venu en voyage, qui vient constamment me parler de médecine. […] J’ai la malchance, d’être médecin, et il n’y a personne qui ne se sente obligé de s’entretenir de médecine avec moi. […] Une situation sans équivalent. »

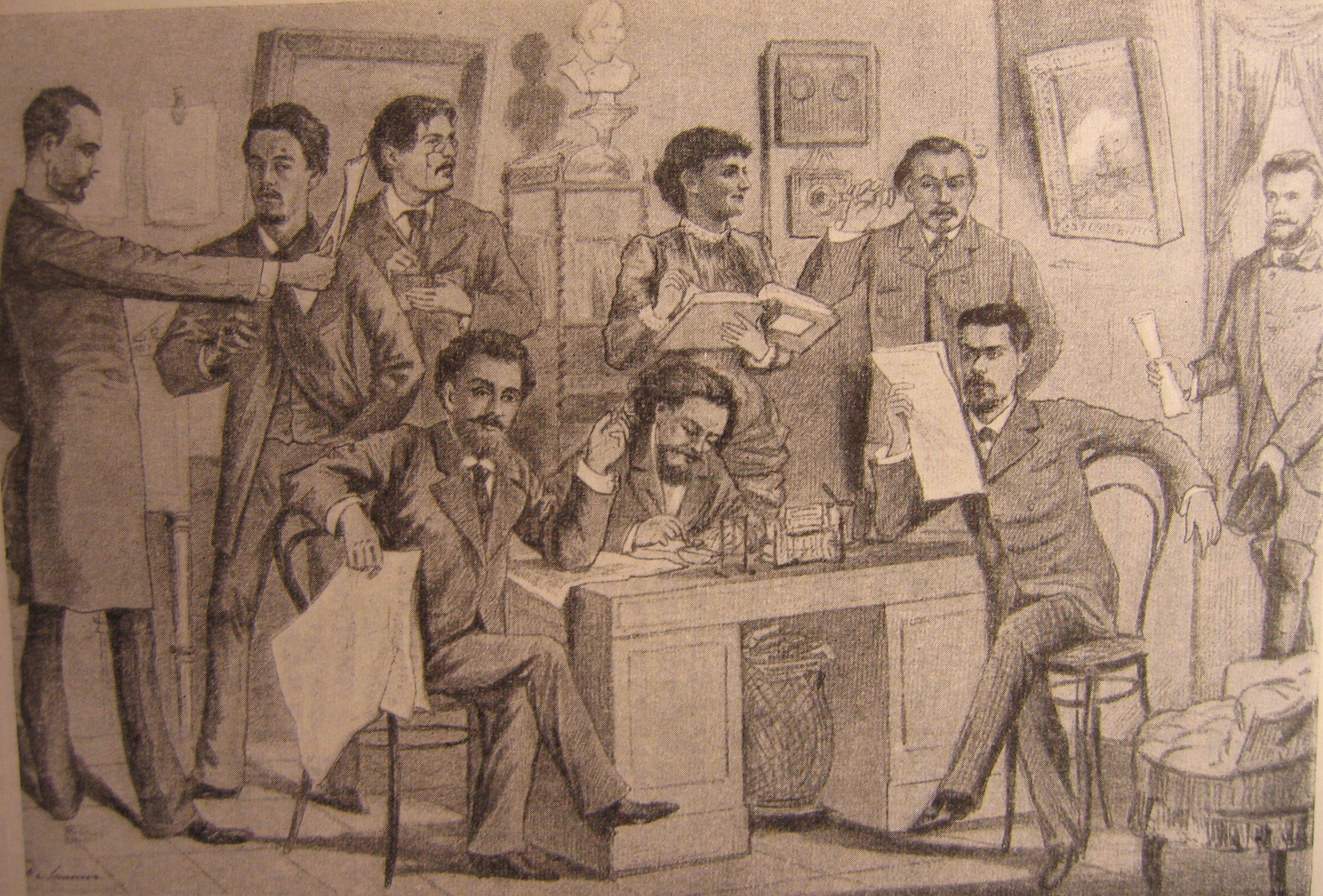
Une conférence de rédaction de Boudilnik. Tchekhov est le second à partir de la gauche (dessin de 1885).

Le ton à moitié plaisant, empreint d'autodérision, qu’utilise Tchekhov dans ces propos est caractéristique d’une grande partie des lettres de ses années d’études ainsi que des années suivantes. Le travail n'est pas rendu difficile seulement du fait de l’état du logement et plus généralement des conditions de vie précaires, mais aussi du fait de rétributions aléatoires de la part des rédactions, de contraintes rédactionnelles (dans la revue de N. A. Leïkine Oskolki (Les Éclats) par exemple les histoires ne devaient pas dépasser cent lignes) et surtout de la censure d’État. Enfin, durant les années 1880, à la suite de l'assassinat de l'empereur Alexandre II, une sélection impitoyable et arbitraire est effectuée avant toute publication prévue dans la presse russe. Ainsi, le premier livre édité de Tchekhov, le recueil de nouvelles Farces (russe : Шалость), achevé en 1882 est refusé par la censure et depuis lors est tenu pour perdu.
Malgré l'obtention de son diplôme de médecine après cinq ans d’études, Tchekhov passe pour être un étudiant très moyen et peu assidu. Nonobstant son enthousiasme pour les sciences naturelles et son intérêt pour l'enseignement de Darwin qu'il manifeste dans une lettre de 1886, il privilégie son activité d'écrivain qui lui procure des revenus. Il envisage cependant d’écrire une thèse sur l’histoire de la hiérarchie sexuelle dans la nature.
Se sentant responsable de sa famille, venue s’installer à Moscou après la faillite du père, Tchekhov cherche à augmenter ses revenus en publiant des nouvelles dans divers journaux et sous divers pseudonymes (parmi lesquels le plus connu Antocha Tchékhonté, tel qu’il était nommé par un de ses professeurs, ou de plus fantaisistes comme Le frère du frère, L’homme sans rate ou Jeune vieillard). Jusqu’à sa nomination comme médecin en septembre 1884, il parvient à publier au total plus de deux cents récits, chroniques littéraires et parodies dans diverses revues. Certaines des nouvelles écrites à cette époque appartiennent encore aujourd’hui à ses œuvres les plus connues, telles que les nouvelles empreintes de satire La Mort d'un fonctionnaire, Une fille d'Albion, Le Gros et le Maigre (toutes de 1883) ou bien Un caméléon (1884). À l’été 1884 paraît son premier livre publié : Les Contes de Melpomène (russe : Сказки Мельпомены), un recueil de six récits. Il entreprend également une thèse sur le sujet La Médecine en Russie[réf. nécessaire].

### Période d'intense activité (1884–1889)
En juin 1884, Tchekhov termine ses études de médecine. La famille passe l'été dans le logement de fonction spacieux de son frère Ivan à Voskressensk près de Moscou (aujourd’hui Istra), où celui-ci est professeur. Tchekhov commence à y exercer la médecine : il consulte des patients au dispensaire ainsi qu'à l'hôpital du zemstvo situé dans la petite ville voisine de Zvenigorod, il participe en outre à des examens de médecine légale et pratique des autopsies. En réalité, Tchekhov prend en charge ses patients bénévolement, car peu d'entre eux peuvent le rémunérer de façon convenable. De plus, il ne peut nier que ses écrits sont plus bénéfiques que la pratique de la médecine[réf. nécessaire].
Cela ne change pas les années suivantes, lorsque la famille Tchekhov fait l'acquisition d'une propriété à la campagne où Anton soigne des paysans. En dehors des mois d'été, quand les Tchekhov résident dans leur logement de Moscou, il examine volontiers les nombreux parents et connaissances de la famille. Il écrit à ce propos dans une lettre à son oncle, sur un style ironique : « Je travaille tant et plus. Tous les jours je dois dépenser plus d’un rouble en calèche. J'ai beaucoup d'amis et du coup aussi beaucoup de patients » ; et il poursuit sur les difficultés à se faire régler ses honoraires : « Une moitié d'entre eux ne paie pas. Les autres donnent parfois cinq, parfois trois roubles par consultation ». Après avoir ressenti dès sa vingtième année, quatre ans auparavant, les premiers signes de la phtisie, forme pulmonaire de la tuberculose, il fait en décembre 1884 sa première crise d’hémoptysie, la maladie dont il mourra en1904.

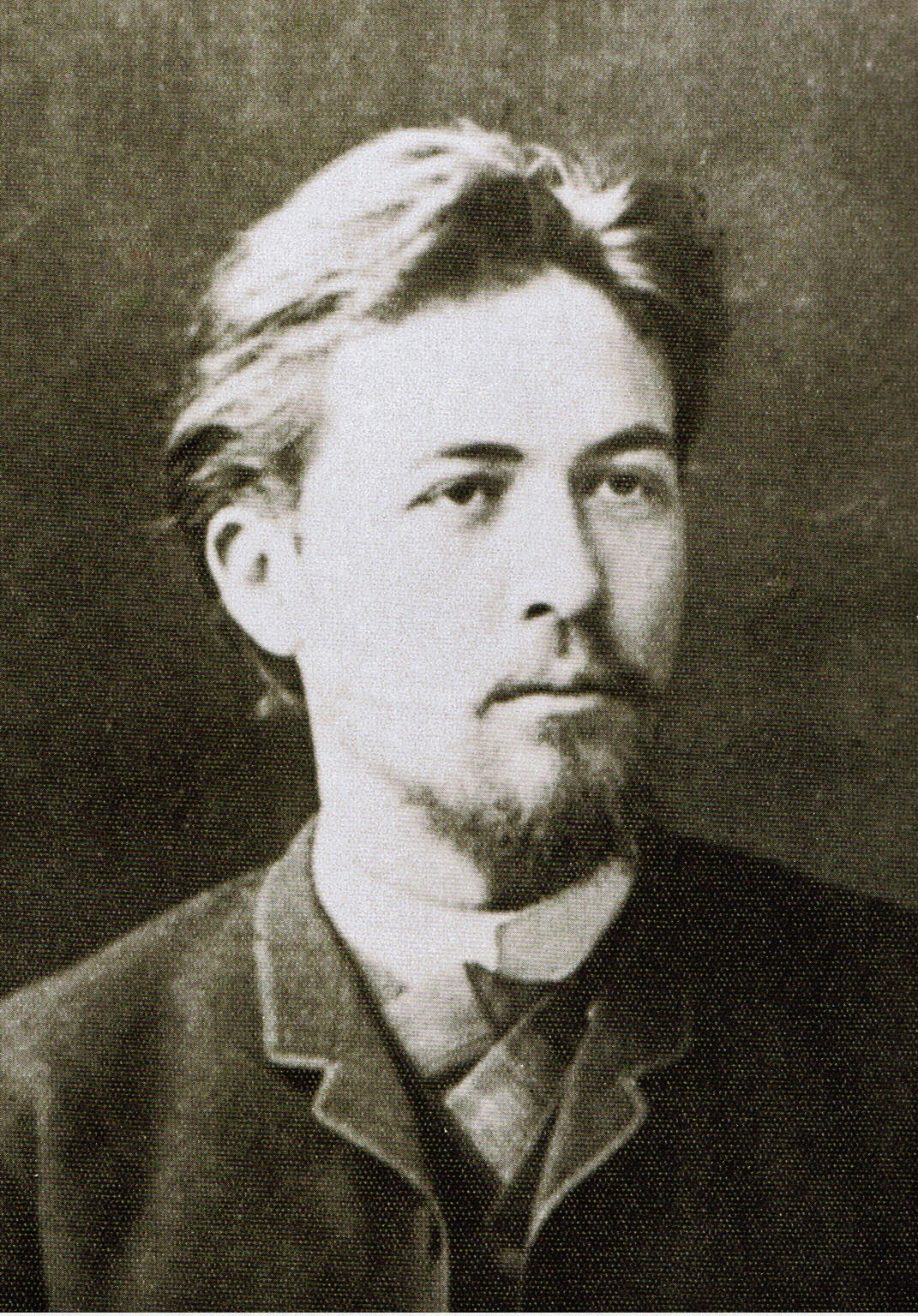
Tchekhov en 1889

Son activité de médecin, entre autres, lui fournit beaucoup de matière pour ses récits, et durant la deuxième partie des années 1880, il écrit énormément : ainsi, pour la seule année 1885, il publie cent trente-trois textes alors que ce nombre s'élève à cent douze en 1886 et seulement à soixante-quatre en 1887. La plupart de ses récits sont alors publiés sous pseudonymes[réf. nécessaire].
Tchekov jouit déjà d'une reconnaissance certaine de la part de cercles littéraires, notamment car il publie, depuis avril 1885, dans la fameuse Peterbourskaïa Gazeta (le Journal de Pétersbourg) ; pourtant, il accepte une invitation de la rédaction d'Oskolki en décembre 1885 - ce qui lui vaut une première visite de la capitale Saint-Pétersbourg, ce qui fait évoluer sa situation.
Dans cette ville, il fait la connaissance, entre autres, de l'influent éditeur Alexeï Souvorine, avec lequel il signe peu après un contrat dans de très intéressantes conditions. En même temps, il rencontre le romancier à succès, de grand renom à cette époque, Dmitri Grigorovitch, qui voit en Tchekhov quelqu'un au talent exceptionnel. Grigorovitch, qui jouissait alors d'une grande autorité dans le monde littéraire russe et dont la pensée comptait pour Tchekhov, lui conseille dans une lettre, quelques mois plus tard, d'abandonner les pseudonymes, ce que fait Tchekhov : à partir de 1886 il travaille étroitement avec Souvorine et publie beaucoup de ses nouveaux récits sous son vrai nom dans Novoïe Vremia (Temps nouveaux), le journal dirigé par Souvorine qui est alors une des feuilles les plus diffusées du pays[réf. nécessaire].
Une partie de ses nouveaux récits paraissent dans la revue mensuelle modérément libérale Rousskaïa Mysl (La Pensée russe). Son second recueil de nouvelles, Récits bariolés, est publié en 1886. De 1885 à 1887, les Tchekhov passent les mois d'été à Babkino près de Voskressensk, dans la propriété des Kisselev, amis de la famille. Dans ses souvenirs, son frère Mikhaïl se dit persuadé que la beauté des paysages des environs de Babkino, les joyeuses parties de pêche et la cueillette des champignons, ont dû être déterminants dans l'épanouissement du talent de son frère.
Tchekhov y trouve en particulier plusieurs motifs pour ses œuvres à venir. Cela est frappant par exemple pour des récits tels que La Lotte, Le Chasseur (tous deux de 1885), La Sorcière (1886) ou Volodia (1887), dont les actions se déroulent dans un cadre très ressemblant.
Cependant, Tchekhov n'écrit plus seulement des textes humoristiques, mais aussi de plus en plus de récits, dans lesquels sont développés des thèmes très sérieux voire dramatiques, abordant parfois aussi des problèmes de société qui touchent particulièrement la province russe de cette époque, ce qui est typique de la suite de son œuvre[réf. nécessaire]. Font partie de ces récits dramatiques de la seconde moitié des années 1880, des œuvres comme Aniouta, La Nuit de Pâques, Mauvais caractères (toutes de 1886) ou Fièvre typhoïde (1887).
En février 1887, le voyage que Tchekhov entreprend dans sa région natale lui fournit de nombreux autres thèmes. Il rend visite à des parents à Taganrog, à Novotcherkassk et dans d'autres lieux du sud de la Russie, et voyage à travers les somptueux paysages de la  steppe, sur le Don et la mer d'Azov. Il déplore ultérieurement l'accablante arriération et le manque de culture de cette région, qui toutefois l’inspire à plus d'un titre à cause de la beauté de ses vastes paysages. C'est le cas des nouvelles La Fortune, parue en 1887, et La Steppe, publiée en 1888, qui est renommée pour ses minutieuses et authentiques descriptions de paysages.

### Voyage à Sakhaline (1889–1890)

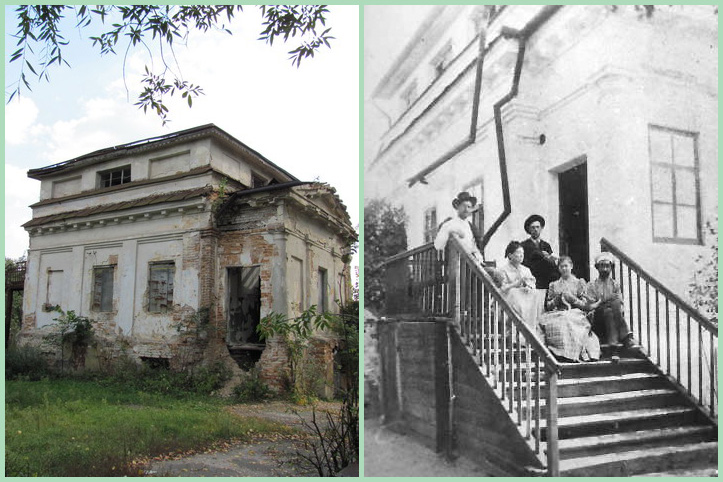
État actuel de la maison domaniale de Louka et photographie des Tchekhov

Le nombre de textes publiés à la fin des années 1880 diminue par rapport aux années précédentes ; Tchekhov écrit dans une lettre de février 1888 : « La Steppe m’a demandé tant d’énergie, que je ne peux toujours pas me consacrer sérieusement à autre chose ». De 1888 à 1889, Tchekhov ne publie que deux douzaines de récits, nouvelles (dont Jour de fête et Une banale histoire) et pièces de théâtre (telles que les pièces en un acte L'Ours et Une demande en mariage)[réf. nécessaire].
Sa famille peut alors se réjouir de la popularité montante de l’auteur et entrevoir de sortir de la misère grâce à la parution de nouvelles œuvres ou de recueils. Cette popularité rend cependant impossible le travail comme auparavant : Tchekhov étant toujours plus occupé en rédaction, en relecture de manuscrits — les siens comme ceux des autres — ou bien en préparation ou en recherche pour ses futures publications. À partir de mai 1888, il s'installe dans une datcha louée à Louka près de Soumy (gouvernement de Kharkov) à la famille Lintvariov (dont il s'inspire pour Le Sauvage et Oncle Vania), pendant toute l'année 1889, puis il installe sa famille dans la maison principale du domaine. Il soigne les malades et visite la région. Le travail progresse alors lentement, cette situation s'aggravant encore lorsque Tchekhov est touché par la mort prématurée de son frère aîné, Nikolaï, des suites d’une tuberculose foudroyante en juin 1889. Il est enterré au domaine.

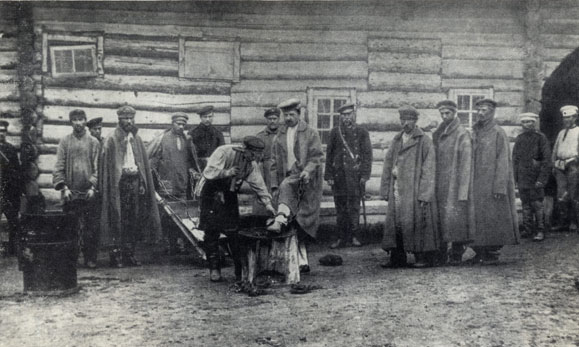
Détenus à Sakhaline dans les années 1880

La prise de connaissance à travers la relecture des travaux de son jeune frère Mikhaïl, qui étudie alors le droit, sur le droit pénal et la vie pénitentiaire dans l’empire russe, pousse soudain Tchekhov à la fin 1889 à entreprendre un voyage dans l’Extrême-Orient russe en Sibérie et à l’île de Sakhaline, afin de témoigner de la réalité de cette province isolée et sur la katorga (« bagne ») situé dans cette île-prison. Début 1890, il étudie assidûment des publications scientifiques sur Sakhaline et se prépare pour un voyage, qu’il prévoit durer six mois. Tchekhov rejette énergiquement chaque tentative de ses proches ou de ses amis voulant le dissuader de partir. Dans une lettre à Souvorine, il écrit :

« Vous écrivez […], que les gens n’ont que faire de Sakhaline, qu’elle n’intéresse personne. Est-ce exact ? Sakhaline ne saurait être inutile et sans intérêt que pour une société qui n’y déporterait pas des milliers d’individus et ne dépenserait pour cela des millions. […] Sakhaline est un lieu de souffrances intolérables comme seul l’homme peut en supporter. »

Dans cette même lettre à Souvorine, il écrit ce passage étonnant :
« De plus, j'estime que ce voyage, qui représentera un effort physique et intellectuel de six bons mois, m'est nécessaire : je suis ukrainien et j'ai déjà commencé à m'abandonner à la paresse. Il faut se mater. »
Il part enfin le 21 avril, d’abord en train jusqu’à Iaroslavl, puis prend le bateau à vapeur sur la Volga pour Nijni Novgorod et Kazan, puis sur la Kama jusqu’à Perm, puis des calèches à travers l’Oural, Iekaterinbourg, la Sibérie occidentale, Tioumen, Tomsk, Krasnoïarsk et Irkoutsk jusqu’au lac Baïkal et au fleuve Amour, Blagovechtchensk, Khabarovsk, Nikolaïevsk d’où il prend le bateau pour la côte nord de Sakhaline. Le voyage aller dure presque trois mois et, pendant le trajet à travers l’Oural et le lac Baïkal, il emprunte des routes de montagne (le fameux trakt sibérien) très peu carrossables ou bien par endroits interrompues par les inondations de printemps.
Les nombreuses lettres que Tchekhov envoie à ses proches et à ses amis durant ce voyage pénible, délivrent de nombreux détails sur ce parcours[réf. nécessaire].
Plusieurs fois, Tchekhov loue la beauté des paysages de la Sibérie et de l’Extrême-Orient ainsi que l’esprit de liberté des habitants, mais il en dénonce également la pauvreté et l’arriération.

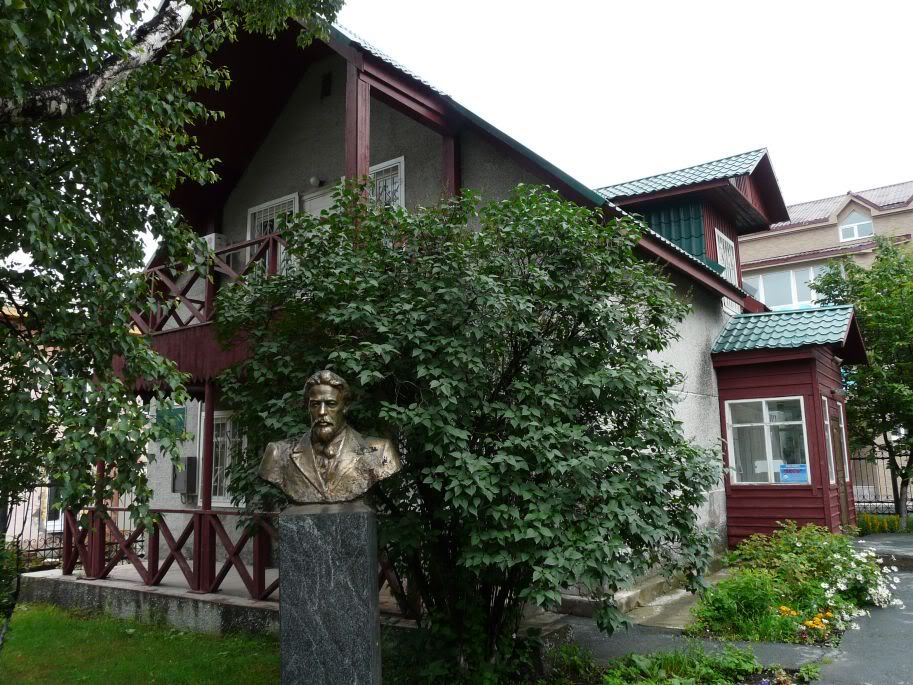
Musée littéraire et buste de Tchekhov à Ioujno-Sakhalinsk

Tchekhov séjourne trois mois dans l'île de juillet à octobre 1890. Il visite de nombreuses prisons après avoir reçu de la part de l’administration de l’île les autorisations nécessaires. Tchekhov est autorisé à tout voir, sauf les prisonniers politiques. Il y consulte quand il le peut les malades et recense l'ensemble de la population de l’île (estimée alors à 10 000 habitants) à l’exception des autochtones (Nivkhes, Aïnous et Oroks). En septembre, il résume ainsi son travail dans la partie nord de l‘île :

« Je ne sais quel parti j’en tirerai, mais j’ai fait énormément de choses. Il y aurait de quoi écrire trois thèses. Je me levais tous les jours à cinq heures du matin, je me couchais tard et chaque jour la pensée de tout ce que je n’avais pas encore fait, me mettait dans un état de tension extrême. […] à propos, j’ai eu la patience, de recenser toute la population de Sakhaline. J’ai fait le tour de tous les villages, je suis entré dans chaque isba, j’ai parlé à chacun ; […] il n’y a pas un seul bagnard ou un seul colon à Sakhaline qui ne se soit entretenu avec moi. »

Le voyage du retour par voie maritime via le Pacifique, l’océan Indien (« Ici, au paradis, j’ai parcouru des centaines de lieues en chemin de fer et je me revois sous les palmeraies et entouré de femmes bronzées », se remémorant l’escale de Ceylan), le canal de Suez, la Méditerranée, la mer Noire et Odessa dure plus d’un mois et demi. Il se sert de ses impressions dans le récit Goussiov (1890), qu'il écrit en partie à bord du bateau. Malgré cela, il ne consacre que peu de pages à la description du bagne : Les Garces (1891), En déportation (1892), Un meurtre (1895).
Tchekhov rentre à Moscou au début décembre 1890. En 1893, il décrit son expérience dans l'essai L'Île de Sakhaline (qu’il désigne comme « un véritable enfer »), qui dépeint d’une façon bouleversante sous la forme d'un récit de voyage la vie misérable des confins de l’Empire russe. Le livre, dans lequel sont décrits entre autres les mauvais traitements faits aux détenus, la corruption et la prostitution enfantine, qui constituent la réalité quotidienne du bagne, fait sensation dans l'Empire russe dès sa publication, si bien qu'il est à l'origine d'une commission d’enquête menée sur le champ par le ministère de la justice pour faire la lumière sur les pires exactions dans cette région de Russie.
Boris Zaitsev - qui a publié une biographie de Tchekhov - voit dans le séjour à Sakhaline un tournant dans son œuvre: "Ce voyage a été une révélation. La pauvreté des gens, le bagne et sa cruauté l'ont convaincu d'agir pour le bien". Après les écrits humoristiques, les œuvres suivantes seront marquées par la compassion: "Après Sakhaline, se développa cet amour de l'homme (le 2ème commandement) qui avait toujours animé Tchekhov. De là sont issues les œuvres de Melikhovo…" 

### Vie à Melikhovo (1892–1899)
Afin de se libérer de l’agitation habituelle qui l’entoure depuis son retour, Tchekov entreprend avec Souvorine son premier voyage en Europe centrale et occidentale au printemps 1891. Il visite notamment Vienne, Venise (qui lui plaît particulièrement), Florence, Rome et Paris. La famille passe l’été suivant dans une de leurs propriétés délaissées près d’Aleksine au bord du fleuve Oka, en Russie centrale, où Tchekhov continue son travail sur le livre L'Île de Sakhaline. Il indique régulièrement dans des lettres la difficulté qu’il a à écrire ce livre, qui nécessite le recours à de nombreux ouvrages scientifiques et statistiques. À cela s'ajoute la détérioration continue de son état de santé.
Les fatigues de son voyage à travers la Sibérie ont sérieusement entamé l'état de santé de Tchekhov. En novembre 1891 il souffre de crises de toux et autres symptômes de refroidissement, qui ne lui laissent aucun répit, alors qu’il s’active bénévolement durant ces mois ; il participe à la récolte de fonds pour les victimes de la famine dans la région de Nijni Novgorod et aide à la répartition de cette aide. Le printemps 1892 voit sa participation aux secours apportés aux paysans du gouvernement de Voronej au sud de la Russie, victimes de mauvaises récoltes et de famine. Il rend compte de son expérience dans les régions touchées par la famine, et montre son refus de faire de la bienfaisance une sorte de remède universel à tous les maux sans fin de la société, dans le récit Ma femme, paru fin 1891.

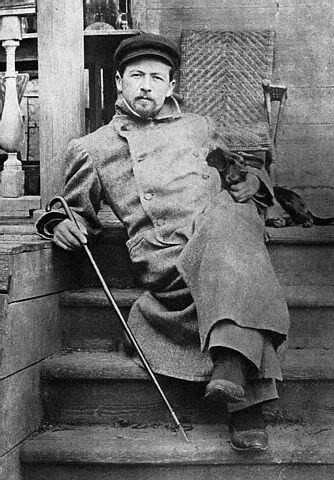
Tchekhov à Melikhovo

La nécessité croissante d’avoir une résidence d’été stable, dans laquelle il puisse travailler tranquillement, décide Tchekhov à acquérir une vaste propriété pour lui et sa famille au printemps 1892. Il s’agit d'une propriété, qui est à cette époque dans un état d’abandon total, nommée Melikhovo près de Lopasnia dans l’ouiezd (« district ») de Serpoukhov au sud de Moscou. En mars, la famille quitte son appartement de Moscou pour Melikhovo. Tchekhov renoue avec la médecine, et soigne les paysans de Melikhovo bien souvent gratuitement. En outre, il coordonne bénévolement les mesures sanitaires prophylactiques pour faire face à la menace grandissante d'une épidémie de choléra. Son expérience de médecin fournit à Tchekhov une grosse part de la matière utile à sa future œuvre d’importance, la nouvelle La Salle n° 6 (1892)[réf. nécessaire].
À partir de 1894, Tchekhov mène des actions bénévoles à Melikhovo et dans le périmètre du zemstvo (« assemblée provinciale ») où il fonde des dispensaires et finance la construction de plusieurs écoles populaires dans le district de Serpoukhov. Il envoie plusieurs dotations importantes de livres à la bibliothèque de sa vie natale Taganrog ainsi qu'aux écoles de Sakhaline, offertes pour partie par les éditeurs, pour partie de sa propre bourse.

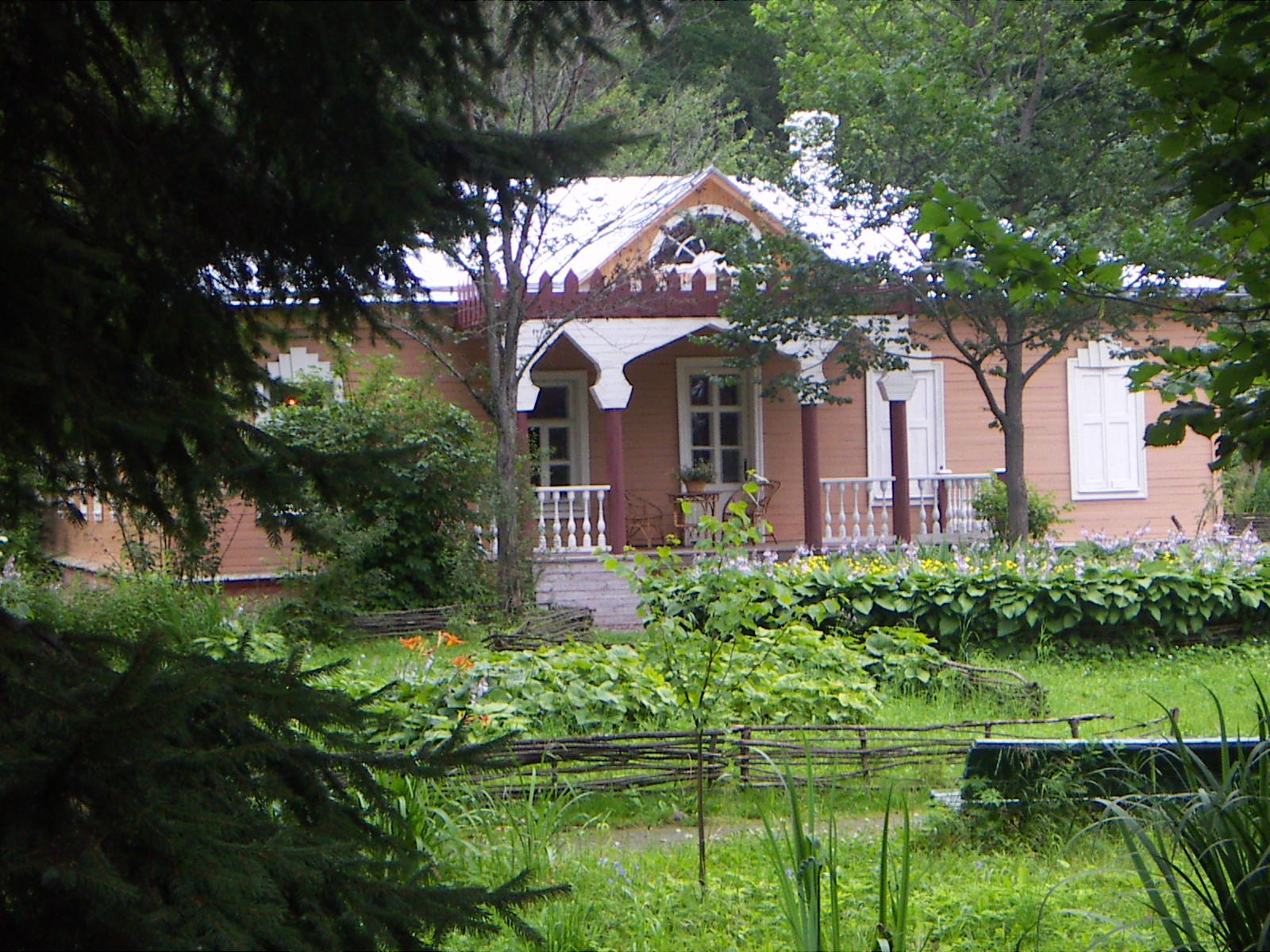
Ancienne propriété des Tchekhov à Melikhovo

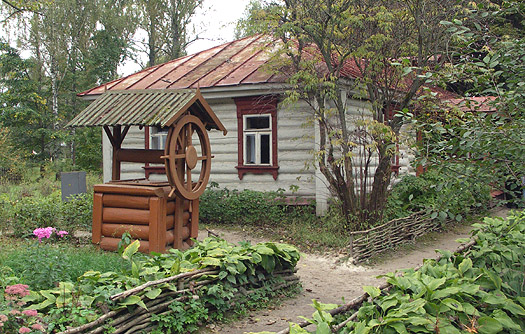
Datcha de l'écrivain à Melikhovo, aujourd’hui musée

Dans les années 1890, Tchekhov se consacre à la dramaturgie : en 1887, il assiste à la création de sa première grande pièce, Ivanov puis, entre 1888 et 1889, il écrit plusieurs petites pièces en un acte ainsi que L’Homme des bois qui, une fois remaniée en 1896 sous le nom d’Oncle Vania, devient sa prochaine pièce importante qui demeure aujourd’hui une de ses pièces les plus connues.
À Melikhovo, il termine en 1895 l'écriture de son drame La Mouette, créé en octobre 1896 à Saint-Pétersbourg avec Vera Komissarjevskaïa dans le rôle principal, qui dans un premier temps est un échec, avant d’être reprise en 1898 par Constantin Stanislavski et Vladimir Nemirovitch-Dantchenko au Théâtre d'art de Moscou et d'y rencontrer un écho favorable. De cette époque datent plusieurs récits et nouvelles renommés dont Le Moine noir, Le Violon de Rothschild (tous deux de 1894), La Maison à mezzanine (1896) et Les Moujiks (1897) ; dans ce dernier, prenant pour cadre de l’intrigue le district de Serpoukhov, Tchekhov s'y fait l’observateur singulier et très pessimiste de la vie paysanne, au point de faire l’objet de modifications ordonnées par la censure[réf. nécessaire].
En mars 1897, à Moscou, Tchekhov souffre d’une grave hémoptysie qui le contraint à rester à l’hôpital plusieurs semaines. C’est aussi surtout la première fois qu’il consulte pour sa tuberculose, qu'il avait tenté jusqu'ici de soigner par lui-même. Plusieurs médecins lui conseillent dès lors de passer les mois d’hiver en Crimée, presqu’île de la mer Noire réputée pour son climat tempéré ou bien dans d'autres pays du sud de l’Europe. Tchekhov suit ce conseil et voyage à l’automne 1897 pendant plusieurs mois sur la côte méditerranéenne française[réf. nécessaire].
En septembre 1898, il se rend à Yalta en Crimée et y achète un mois plus tard une parcelle pour y faire construire une nouvelle propriété. À la suite de la mort de son père en 1898, la propriété de Melikhovo, qui est de moins en moins fréquentée, est finalement vendue à l’été 1899. À la suite d’un désaccord avec Souvorine, Tchekhov signe début 1899 un nouveau contrat avec l’éditeur d’origine allemande Adolf Marx, qui pour 75 000 roubles, acquiert les droits de son œuvre (à l’exception des pièces de théâtre). Avec cet argent il se fait construire une petite maison (la « Datcha blanche ») sur le terrain acquis à Aoutka près de Yalta. Tchekhov s’y rend à la fin de l’été 1899.

### Retour en Crimée et dernières années

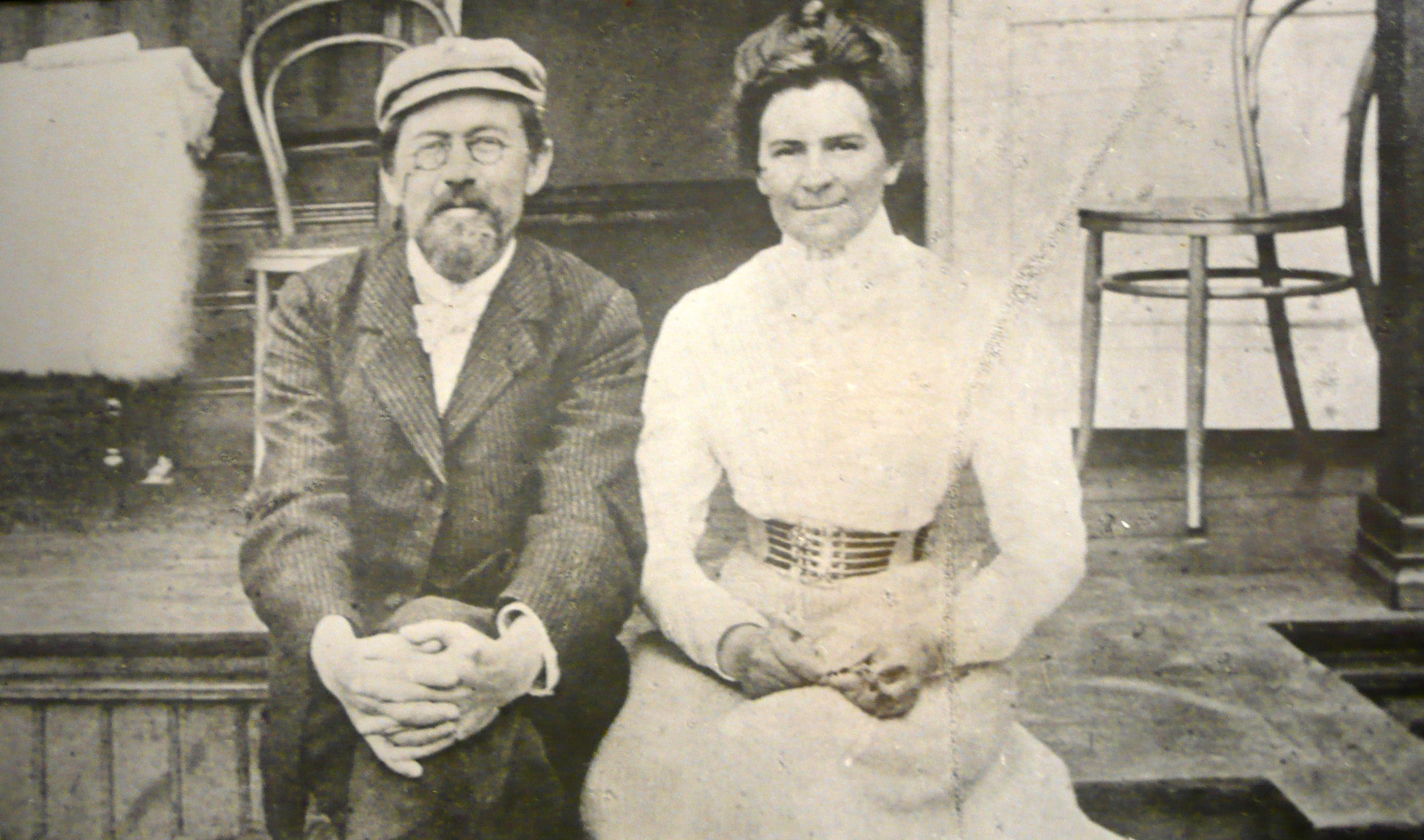
Anton Tchekhov et Olga Knipper peu après leur mariage en 1901

À Yalta, Tchekhov fait la connaissance de plusieurs auteurs réputés de l’époque, avec qui il se lie d'amitié – parmi lesquels l’écrivain révolutionnaire engagé Maxime Gorki. Pourtant, malgré sa constante implication en tant que médecin bénévole, il décrie sans cesse l’atmosphère provinciale et désolée de Yalta qui ne lui rappelle en rien la vie mondaine et culturelle de Moscou ou de Saint-Pétersbourg. Il écrit en janvier 1899, peu après son installation dans sa nouvelle demeure, à un de ses anciens camarades de classe : « Voilà maintenant une semaine, qu’il pleut sans discontinuer, et je dois crier d’ennui et d’aide. Combien je perds, en vivant ici ! ». Pour lutter contre la morosité de la vie de province, Tchekhov lit régulièrement les journaux de Moscou et de Saint-Pétersbourg et suit avec un intérêt évident les manifestations étudiantes et les troubles politiques de la capitale, qui se répandent comme les prémices de la révolution à venir dans le pays entier[réf. nécessaire].
En 1898, il traverse une crise morale, publiant Les Groseilliers, un procès du bonheur. Malgré une santé de plus en plus fragile, Tchekhov voyage toujours à Moscou. Ainsi, en septembre 1898, il assiste à une répétition d’une nouvelle mise en scène de La Mouette au Théâtre d'art de Moscou. Il y fait la connaissance de l’actrice Olga Knipper (1868–1959), qui joue par la suite souvent le premier rôle de ses pièces dans ce théâtre[réf. nécessaire].

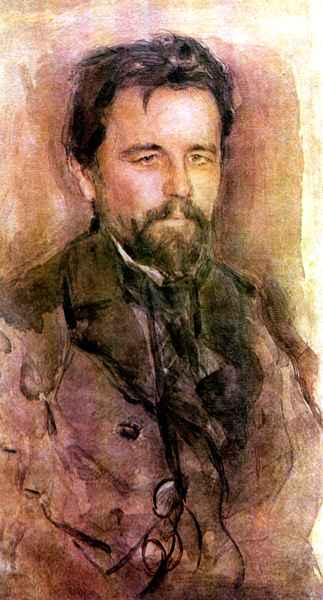
Tchekhov à 42 ans (aquarelle de Valentin Serov)

Tchekhov et Olga Knipper se rencontrent par la suite plusieurs fois à Moscou comme en Crimée, où la troupe du théâtre d’art est en tournée au printemps 1900. L’auteur, qui n’a pu rencontrer que brièvement l’actrice, trouve en elle son grand amour. S'ensuit une abondante correspondance quasiment ininterrompue depuis leur première rencontre. Ils se marient à Moscou le 25 mai 1901 ; Tchekhov, redoutant une cérémonie grandiose, l’union a été célébrée secrètement sans prévenir les proches, en présence seulement des quatre témoins qu'exigeait la loi. Le couple reste sans enfant à la suite d’une fausse couche d'Olga Knipper, la même année.
Les époux ne se voient que très rarement du fait que Tchekov doit rester en Crimée pour raison de santé alors qu'Olga continue à jouer à Moscou. Une lettre du 27 septembre 1900, de Tchekhov à sa femme témoigne de cette relation, où malgré le ton anodin de l’auteur, utilisé afin de ne pas alarmer ses proches, l'auteur laisse entrevoir combien son état de santé est sérieux : « […] je ne sais plus ce que je dois te dire, sinon ce que je t’ai déjà dit dix mille fois et qu’apparemment tu veux encore entendre, que je t’aime – et rien de plus. Si nous ne sommes pas ensemble en ce moment, cela n’est ni de ta faute, ni de la mienne, mais celle du démon, qui fait que je dois me débattre avec les bacilles et toi avec l’amour de l’art »,.
Tchekhov écrit en Crimée deux pièces importantes : Les Trois Sœurs (1900) et La Cerisaie (1903). Dans la maison de Yalta sont conçus les récits : De l'amour (1898), Dans la combe, La Dame au petit chien (tous deux de 1899) et L'Évêque (1902). Le travail littéraire à Yalta avance en revanche difficilement. Entre 1899 et 1902, Tchekhov doit travailler à une compilation de son œuvre pour les éditions Marx. Pour les nombreux visiteurs de la datcha, il semble très fatigué, du fait de toujours plus fréquentes hémoptysies, accès de fièvre et difficultés respiratoires. Tchekhov tente sans succès d’enrayer sa tuberculose galopante grâce à des voyages à l'étranger – il passe ainsi beaucoup de temps à Nice pendant les hivers 1897-1898 et 1900-1901 – et aussi par une cure de kumiz (« lait de jument »), qui ne permet pas de stopper une maladie considérée alors comme incurable[réf. nécessaire].
La dernière sortie officielle de Tchekhov, alors qu’il est déjà profondément marqué par la maladie, a lieu lors d’un hommage à l’écrivain au théâtre d’art de Moscou à l'occasion de la première de sa dernière pièce, La Cerisaie, en janvier 1904. Tchekov a alors 44 ans. Le dernier récit qu'il écrit, La Fiancée, est achevé dès le printemps 1903[réf. nécessaire].

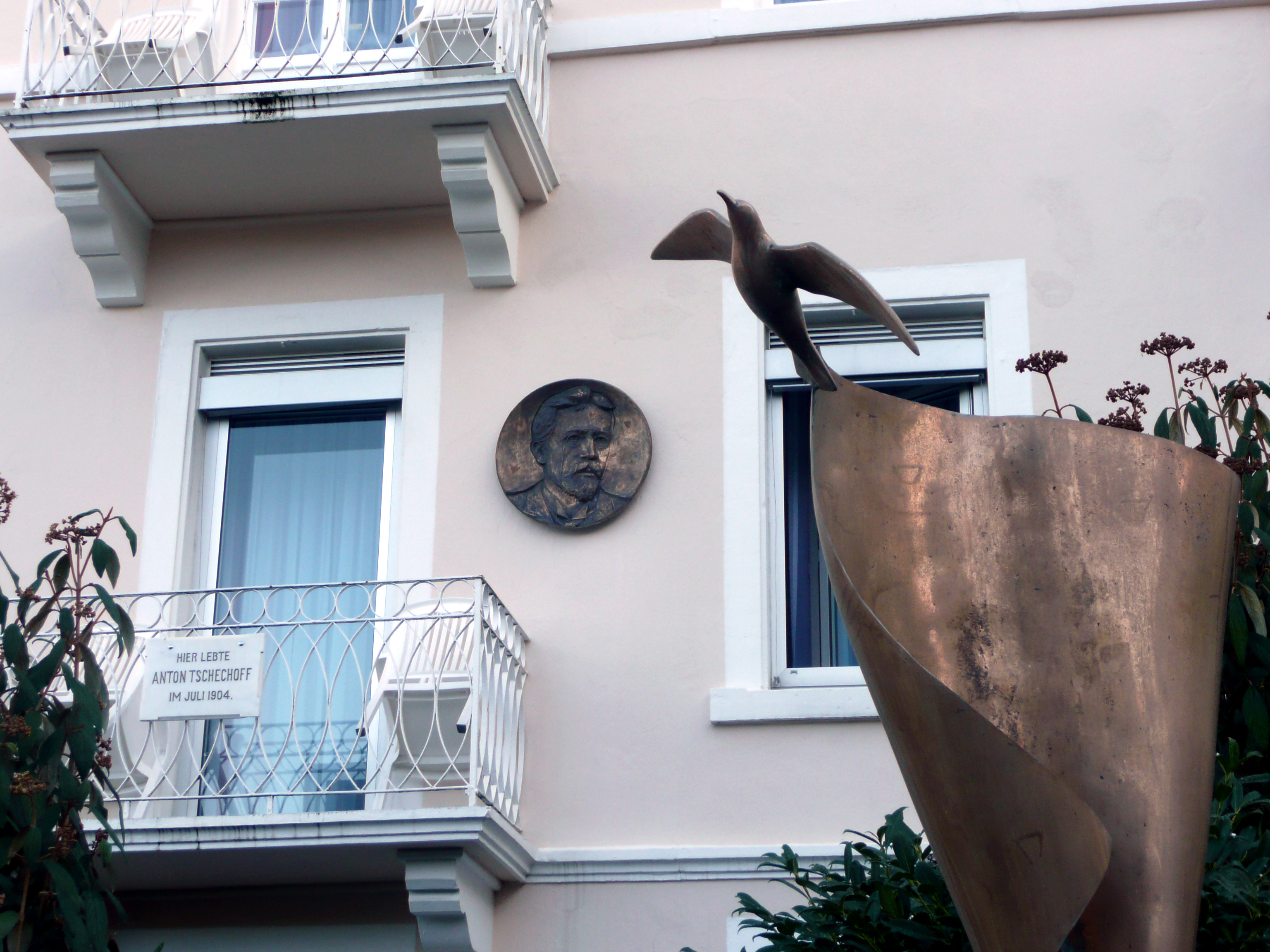
Monument de Badenweiler, avec la plaque commémorative à l’hôtel Sommer (aujourd’hui centre de convalescence), où Tchekhov meurt en 1904

Début juin 1904, Tchekhov et sa femme partent pour l'Allemagne, une fois de plus pour se soigner et consulter le docteur Karl Ewald, spécialiste des maladies pulmonaires. Après un court séjour à Berlin le couple part dans la station thermale de Badenweiler, dans la Forêt-Noire, qui leur a été recommandé par un médecin moscovite d’origine allemande. Tchekhov y écrit quelques lettres à destination de Moscou, dans lesquelles il décrit la vie ordonnée, aisée, cependant souvent ennuyeuse et « sans talent » des Allemands.
Après une amélioration passagère de son état de santé, Tchekhov est victime de plusieurs crises cardiaques mi-juillet, la dernière dans la nuit du 15 juillet, peu de temps avant sa mort. Olga Knipper décrit ainsi dans ses mémoires les derniers instants de Tchekhov :

« Peu après minuit, il se réveille et fait appeler un médecin pour la première fois de sa vie. […] Le docteur étant arrivé, il demande un verre de champagne. Anton Pavlovitch se lève et dit solennellement en allemand au médecin qui était à son chevet (il connaissait seulement très peu d’allemand) : « Ich sterbe… » (« je meurs… ») puis il prend le verre, se tourne vers moi, […] dit : « cela fait longtemps que je n’ai plus bu du champagne… », ayant bu son verre tranquillement, il se coucha sur le côté gauche et se tut à jamais. »

Tchekhov est transporté par chemin de fer à Moscou et inhumé aux côtés de son père le 22 juillet 1904 en présence d’une forte affluence au cimetière de Novodiévitchi (2e division)[réf. nécessaire].

## Récompenses et commémorations

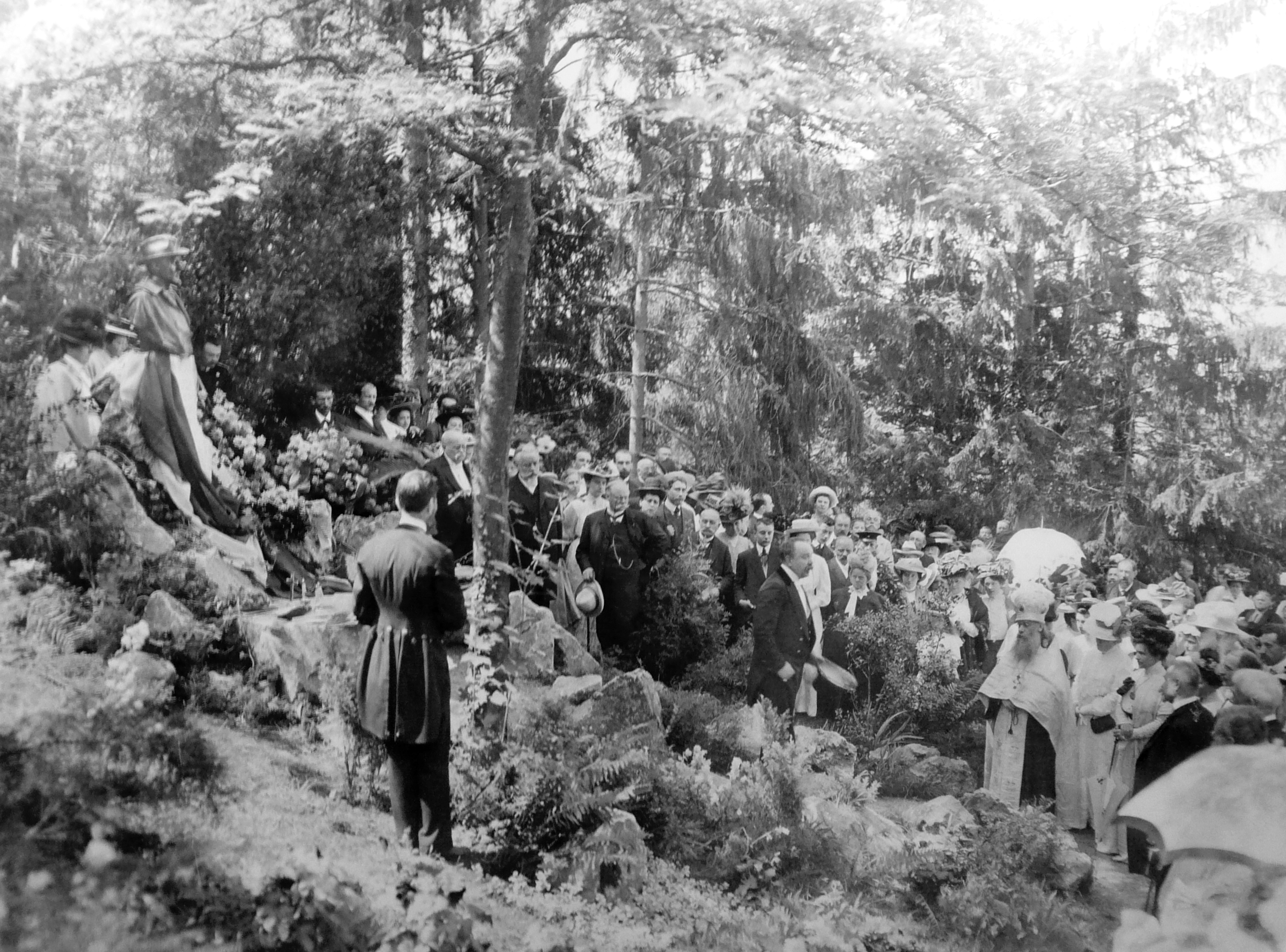
Cérémonie d’inauguration du premier monument à Badenweiler le 25 juillet 1908

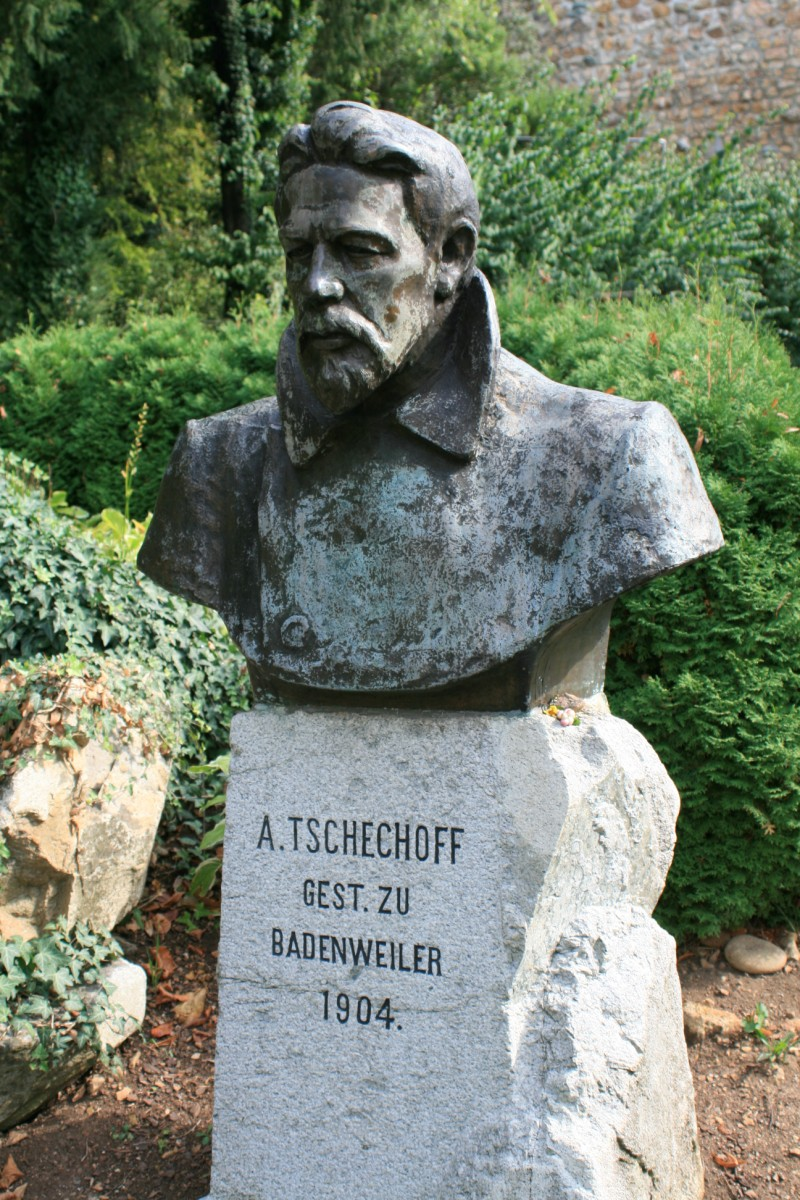
Nouveau monument dans la maison de cure de Badenweiler 1992

Tchekhov fut récompensé par trois fois de son vivant.
En octobre 1888, il reçoit le prix Pouchkine du département de littérature russe de l'Académie des Sciences doté de 500 roubles pour son recueil Dans le crépuscule, qu'il avait dédié au romancier en vogue Dmitri Grigorovitch.
Fin 1899, Tchekhov fut honoré, pour son dévouement à la cause de l’enseignement public dans le district de Serpoukhov, du 3e grade de l'ordre de saint Stanislas ; bien qu'il ne fût pas opposé à cet hommage, il n'en fit mention dans aucune de ses lettres.
En janvier 1900, Tchekhov est élu comme membre d'honneur de la section Belles-Lettres de l'Académie des Sciences, titre qu’il abandonnera seulement deux ans plus tard, de même que Vladimir Korolenko, en protestation de l’annulation arbitraire et politique de l’élection de Maxime Gorki.
Le 25 juillet 1908, quatre ans après sa mort, fut érigé à Badenweiler le premier mémorial : une première pour un écrivain russe en dehors de son pays.
Le Théâtre d'art de Moscou fit une représentation au bénéfice de son financement.
En 1918, peu de temps avant la fin de la Première Guerre mondiale, le mémorial fut fondu pour fabriquer des armes.
C'est seulement en 1992 que fut déposé sur le socle un nouveau buste offert par les amis de Tchekhov de l'île Sakhaline en souvenir de sa visite.
En 1998 fut ouvert dans l’aile de la prairie de la maison de cure de Badenweiler le musée littéraire Salon Tchekhov, lequel recèle de nombreuses lettres et documents originaux datant du séjour en Allemagne du dramaturge et de sa réception.
En Russie et dans les pays de l'orbite soviétique, son nom fut donné à des rues dans de nombreuses villes.
Plusieurs lieux ont également pris le nom de l'auteur : notamment l'ancien village de Lopasnja près de Moscou, près duquel était située la principale propriété des Tchekhov ainsi que le village Tchekhov sur l'île de Sakhaline.
Un lieu de cure près d'Oufa, dans les environs duquel, Tchekhov et sa femme avait acquis un terrain en 1901, porte le nom de Tchekhovo.
En 1987, une station du tout récent métro fut nommée Tchekhovskaïa en l'honneur de l'écrivain : celle-ci se situe non loin d'une maison toujours existante dans laquelle les Tchekhov ont résidé juste avant leur départ pour la province.
Un musée Tchekhov se situe dans une autre des anciennes résidences des Tchekhov, rue Sadovaïa-Koudrinskaïa, dans la ceinture verte près de la station de métro Barrikadnaja.
La famille Tchekhov y vécut au second étage de 1886 à 1890.
Le musée fut ouvert en 1954 et inauguré par la veuve de Tchekhov Olga Knipper.
Dix ans auparavant, la propriété de Melikhovo fut transformée en musée Tchekhov.
Il porte maintenant le titre officiel de réserve nationale A. P. Tchekhov et recèle, parmi un fonds de 20 000 pièces, quelques peintures originales de Isaac Levitan ainsi que de son frère Nikolaï décédé prématurément.

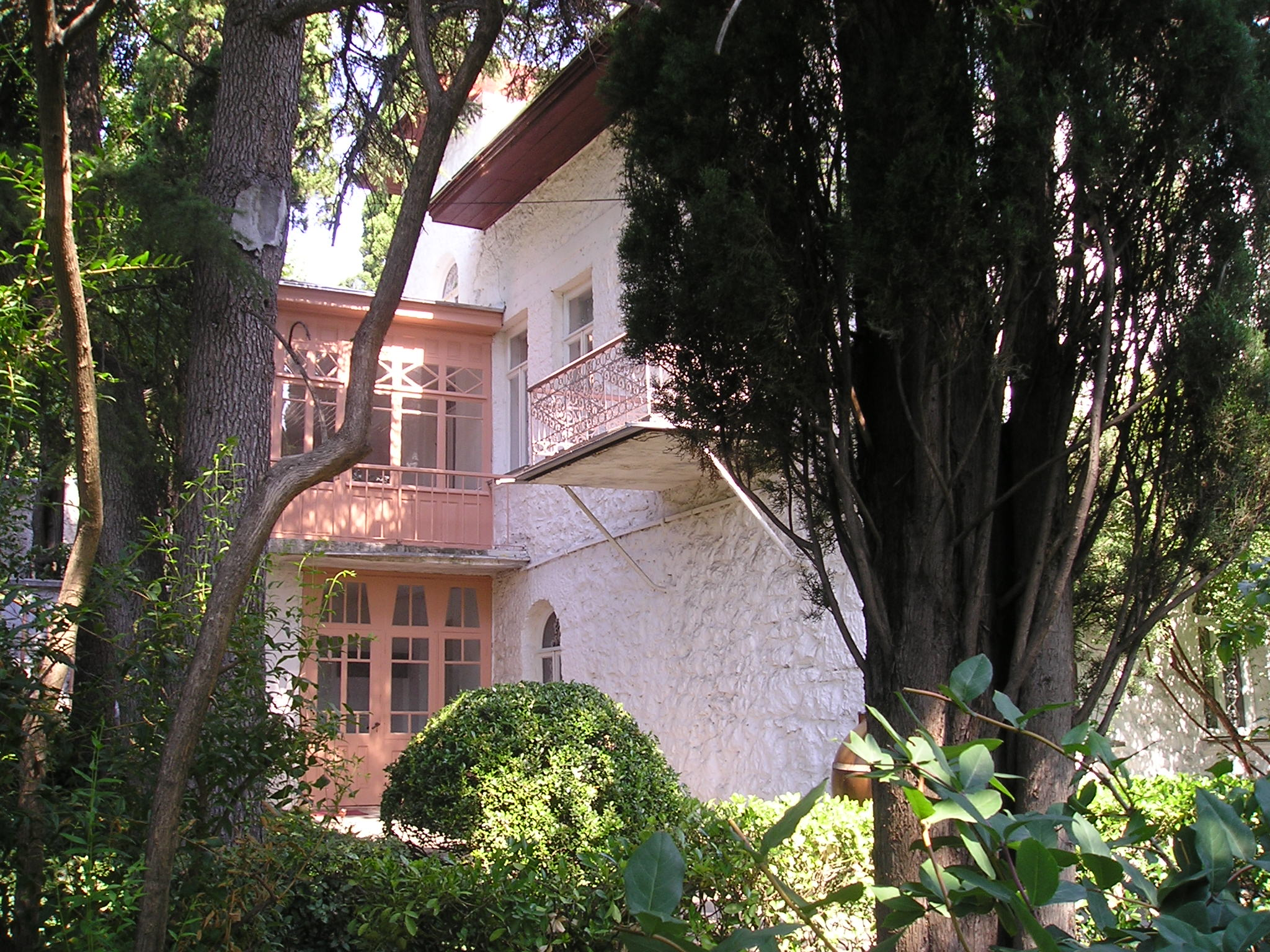
La Datcha Blanche, musée Tchekhov, Yalta

Un musée existe également à Yalta dans la presqu'île de Crimée,.
Il se situe dans la maison construite d'après ses propres plans sur le terrain acquis par Tchekhov en 1898 et surnommée ainsi en référence à son propre aspect la « datcha blanche ». Le jardin y est maintenu dans l'état voulu par Tchekhov qui y exerçait sa passion du jardinage.
Le musée conserve l'état exact des lieux (jusque dans la disposition de sa table de travail) au moment de sa mort en 1904, sur quoi veilla sa sœur Maria, qui dirigea le musée jusqu'à sa mort en 1957.
Une annexe de ce musée se situe dans une villa de Hourzouf, dans les environs de Yalta, où Tchekhov rédigea Les Trois Sœurs.
D'autres musées Tchekhov se situent à Taganrog (dans l'ancien magasin de son père Pavel Yegorovitch, de même que dans le lycée que fréquenta Tchekhov), dans les villes d'Alexandrovsk-Sakhalinsk et de Ioujno-Sakhalinsk sur l'île de Sakhaline qu'il visita en 1890, dans la ville ukrainienne de Soumy dans la datcha où les Tchekhov passèrent les étés de 1888 et 1889,.
En 1990, à l'occasion du 130e anniversaire de sa naissance, Tchekhov fut immortalisé par une pièce commémorative soviétique d'un rouble.

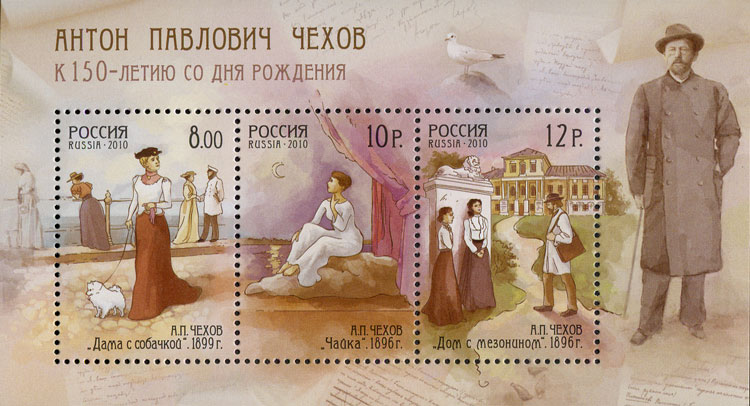
Timbres russes 2010

En 2010, la Russie émet une série de timbres commémoratifs de son œuvre et un monument à son effigie, est inauguré à Rostov-sur-le-Don.

## Correspondances

### Isaac Levitan

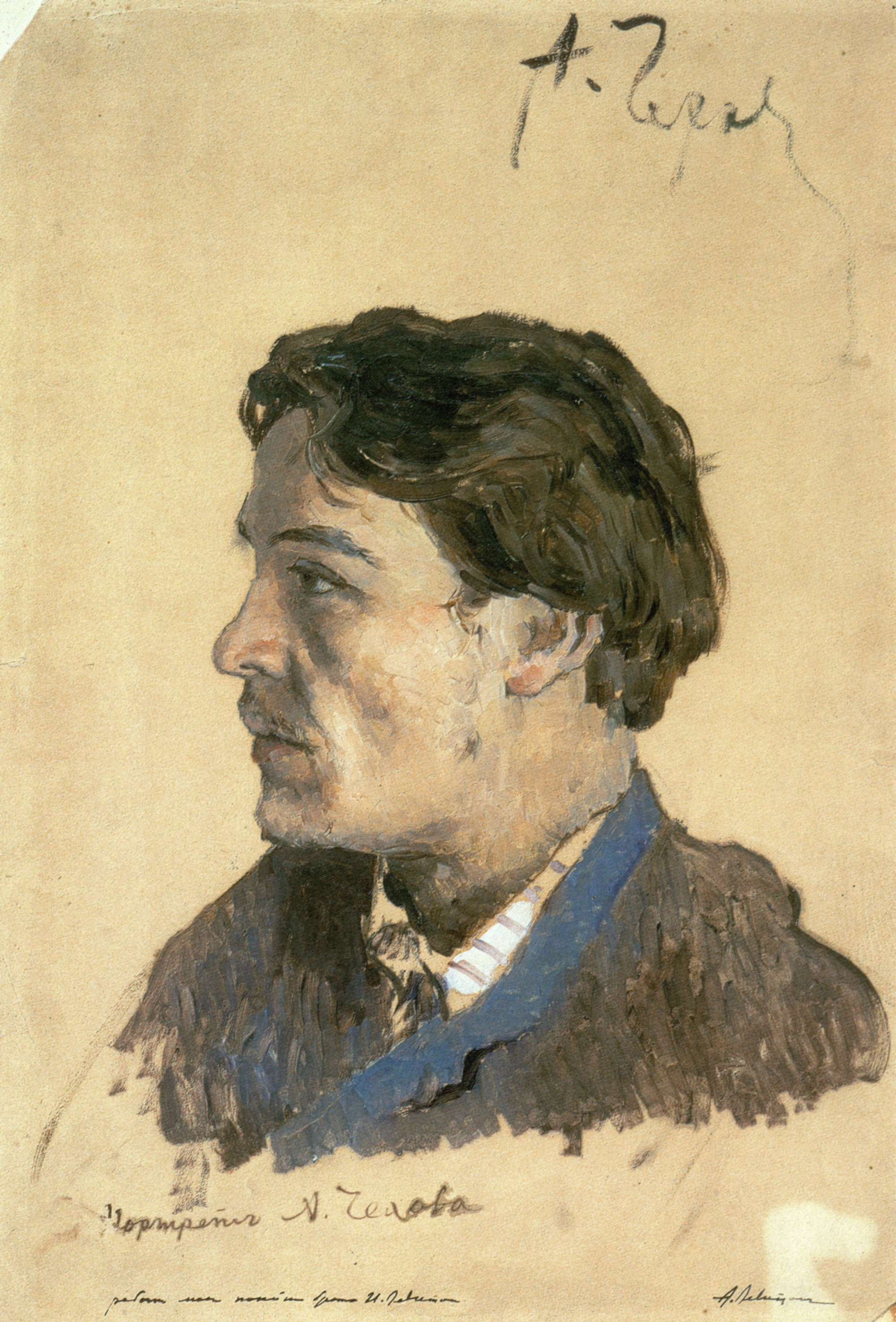
Étude de portrait d'Anton Tchekhov (1885-1886) de Levitan

Le célèbre peintre russe d'origine juive Isaac Levitan (1860-1900) fit la connaissance de Tchekhov en 1880 pendant ses études par l'intermédiaire du frère aîné Nikolaï, alors qu'ils fréquentaient tous deux l’École de peinture, de sculpture et d'architecture de Moscou.
Levitan deviendra un des amis les plus proches de Tchekhov et de sa famille, et fit le projet, en 1890, de voyager avec lui en Sibérie et à Sakhaline.
Comme peintre paysagiste, Levitan illustra les descriptions de la nature de Tchekhov comme celles présentes dans la nouvelle La Steppe ; de plus il passa fréquemment les mois d'été en compagnie des Tchekhov à Melikhovo et s'inspira des lieux pour plusieurs de ses tableaux.
Lors de son premier séjour en France au printemps 1891, Tchekhov écrira ainsi, de son ton ironique habituel : « Les peintres russes sont beaucoup plus sérieux que les Français. En comparaison des laborieux peintres de paysages, que j'ai vus hier, Levitan est un roi. »
Dans les années 1890, Levitan interrompit ses relations amicales pendant quelques années, à cause, entre autres, d'une femme qu'il fréquentait, qui elle-même raffolait de Tchekhov : il s'agissait de Lika Mizinova, une amie de la sœur de Tchekhov, Maria, et une brève relation sentimentale de Tchekhov, par l'intermédiaire de qui il rencontra Olga Knipper à plusieurs reprises, qu'il ne prit alors pas plus au sérieux. La querelle s'envenima encore avec la publication du récit La Cigale (1892), dans lequel Levitan, croyant se reconnaître à travers l'un des personnages, se sentit outragé par Tchekhov. Ils se réconcilièrent par la suite.
Tchekhov rendit visite à Levitan en 1895, quand celui-ci, traversant une dépression sévère, fit une tentative de suicide (« Ces quelques jours, que tu as passé ici, furent les plus calmes de cet été »), lui écrira par la suite Levitan ; puis une dernière fois en mai 1900 à Moscou alors que Levitan était sur son lit de mort.

### Franz Schechtel

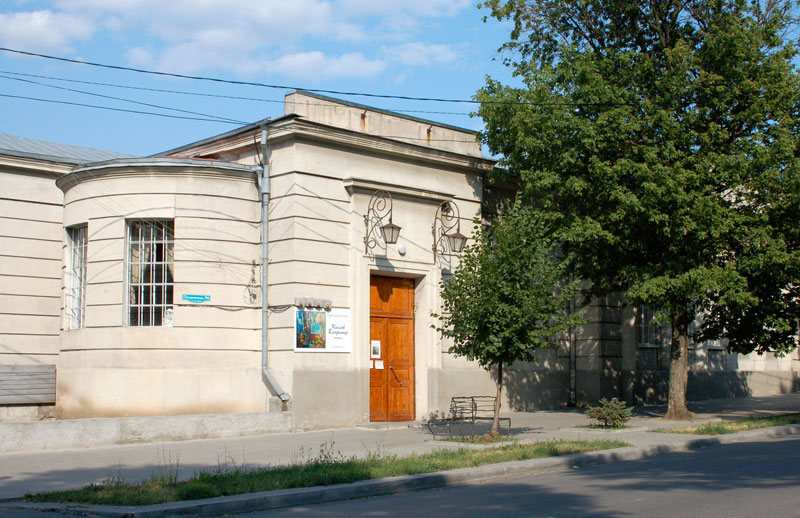
Bibliothèque Tchekhov, Taganrog

Le futur architecte et promoteur de nombreux bâtiments importants Franz Schechtel (1859-1926) étudia à l’École de peinture, de sculpture et d'architecture de Moscou en même temps que Nikolaï Tchekhov et Isaac Levitan.
Il était ami de Tchekhov depuis ses études et construisit le bâtiment, tel qu'il existe encore aujourd’hui, du Théâtre d'art de Moscou créé un an auparavant, dans lequel furent montées du vivant de Tchekhov plusieurs de ses pièces.
Schechtel bâtit en 1914 la nouvelle bibliothèque de Taganrog, la ville natale de Tchekhov, dans son style art nouveau préféré.
Avant son départ en 1879 pour Moscou, Tchekhov fréquenta régulièrement la bibliothèque datant du XIXe siècle, qui porte maintenant son nom.

### Vladimir Guiliarovski
Tchekhov fit connaissance avec le journaliste chroniqueur et auteur réputé Vladimir Guiliarovski (1855-1935) pendant ses études dans une rédaction d'une revue humoristique.
Cette relation amicale dura toute sa vie.
Du fait de sa situation de journaliste très expérimenté et de ses nombreuses relations, Guiliarovski fournit à Tchekhov beaucoup de matière pour son œuvre.
Il est admis par exemple que le protagoniste de son récit Un Malfaiteur (1885) est basé sur un personnage réel que Tchekhov avait rencontré lors d'un séjour dans la datcha de Guiliarovski située à Kraskovo, dans le sud-est de Moscou.
Guiliarovski rassembla ses souvenirs sur Tchekhov dans son livre Amis et Rencontres paru en 1934.

### Vladimir Korolenko
L'auteur russo-ukrainien Vladimir Korolenko (1853-1921), dont la carrière littéraire débute quasiment en même temps que celle de Tchekhov et qui est connu pour ses récits souvent très chargés psychologiquement, rencontre Tchekhov en février 1887 et deviendra l'un de ses amis les plus proches (« Je suis prêt à jurer, que Korolenko est quelqu'un de très bien. Non seulement c'est divertissant de côtoyer cet individu, mais cela le reste aussi après coup. », selon Tchekhov).
Par la suite, Korolenko soutiendra volontiers Tchekhov dans ses activités de bienfaisance (notamment en 1891 durant l'aide alimentaire dans le gouvernement de Nijni Novgorod).
Une des facettes les plus connues de leurs actions communes fut leur démission simultanée de leur qualité de membre d'honneur de l'Académie des Sciences à l'été 1902, en signe de protestation publique coordonnée à la récente privation de cette distinction faite à Maxime Gorki en raison de son « manque de fiabilité politique ».

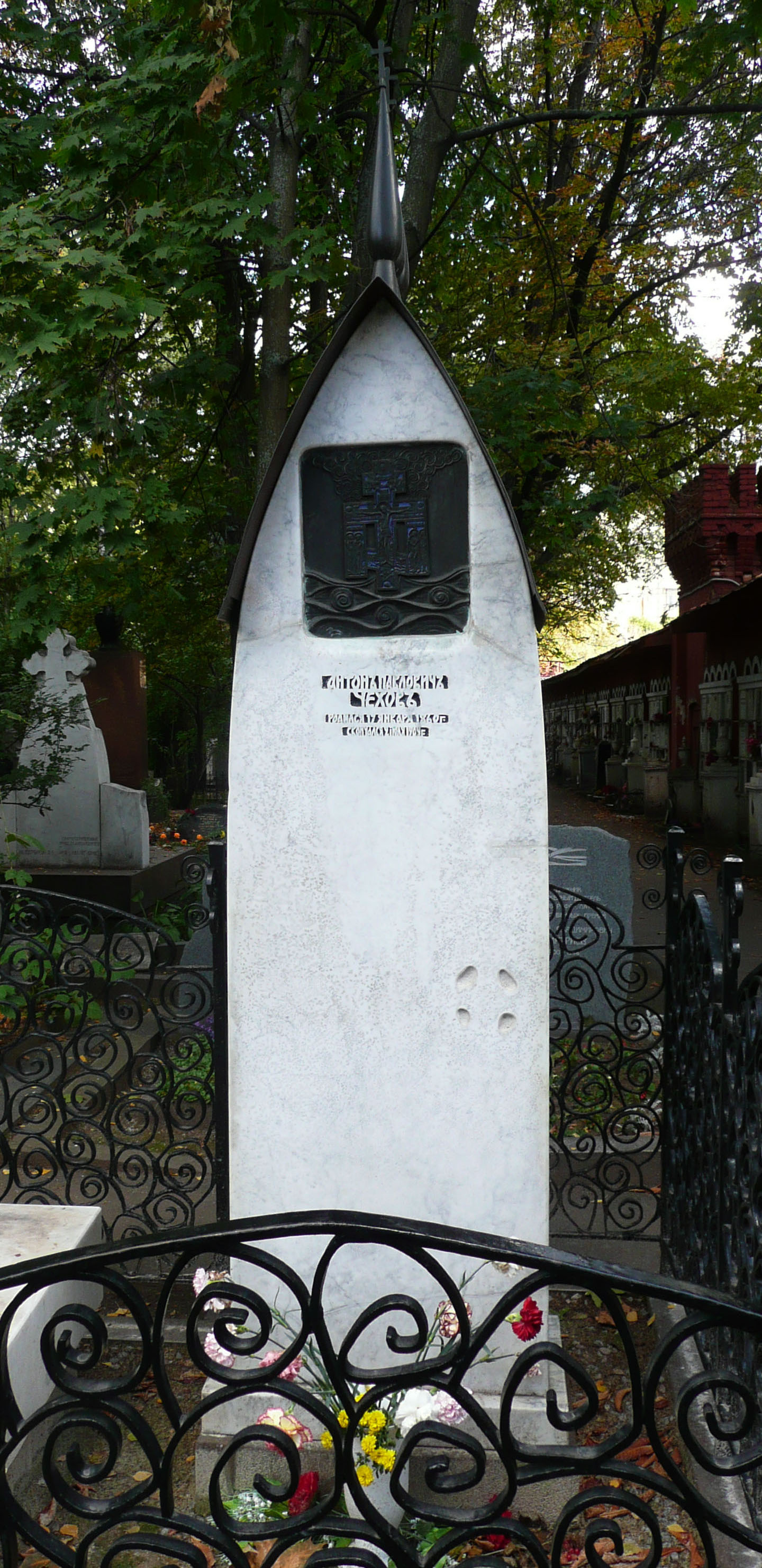
La tombe de Tchekhov à Moscou

### Vsevolod Garchine
De ses propres dires, Tchekhov ne connut qu'à peine l'écrivain Vsevolod Garchine (1855-1888) du fait de la mort précoce de celui-ci à la suite d'une tentative de suicide, bien que Tchekhov ait tenté à plusieurs reprises de faire connaître son talent d'auteur.
Garchine est considéré par certains comme étant un précurseur de Tchekhov, en écrivant des romans réalistes poignants, bien que la nature pessimiste de Garchine soit très éloignée de la confiance de Tchekhov dans le progrès.
Son récit La Crise publié en 1888 - en allusion à deux œuvres connues de Garchine - qui traite du thème de la prostitution, fut dédié par Tchekhov à la mémoire de Garchine et parut dans une anthologie le concernant parmi des œuvres de divers auteurs.

### Piotr Tchaïkovski
Le compositeur Piotr Tchaïkovski (1840-1893) compte également parmi les proches relations de Tchekhov, ce qui n'est pas dû seulement à la passion de Tchekhov pour la musique en général et pour celle de Tchaïkovski en particulier. Ainsi, Tchekhov construisit des scènes de plusieurs de ses récits (Ma vie, Récit d'un inconnu, Ionytch), qui citent ou rappellent des pièces de Tchaïkovski.
Tchekhov rencontra Tchaïkovski pour la première fois chez lui en décembre 1888 : il lui dédiera un an plus tard son nouveau recueil Des gens moroses. À cette époque, Tchekhov fit le projet de rédiger un livret pour l'opéra Bela d'après le motif de Lermontov Un héros de notre temps pour Tchaïkovski. Ce projet n'aboutit pas, du fait de la mort prématurée de Tchaïkovski en 1893 qui laissa son opéra inachevé.

### Maria Iermolova
L'actrice Maria Iermolova (1853-1928), qui fut l'actrice la plus connue de son temps de la troupe du théâtre Maly de Moscou, fit l'admiration de Tchekhov dès sa jeunesse. Il est connu que sa première pièce de théâtre Sans Père (Platonov) fut écrite pour elle dans l'espoir qu'elle soit mise en scène au théâtre Maly avec Iermolova dans le rôle principal.

Depuis, un brouillon de lettre trouvé en 1920 parmi les manuscrits de ses pièces indique que l'étudiant Tchekhov appréciait déjà Iermolova. Tchekhov et Iermolova se rencontrèrent pour la première fois en 1890. « Après le déjeuner avec la star, ma tête resta pendant deux jours baignée par la lumière des étoiles » écrira-t-il le 15 février. Iermolova qui n'avait pas encore joué dans une pièce de Tchekhov, prit un plaisir véritable à la création des Trois Sœurs ; à propos de quoi Tchekhov écrira à sa sœur Maria le 17 février 1903 : 

« Iermolova était en coulisses, fit un éloge enthousiaste du jeu, dit qu'elle avait ressenti là pour la première fois ce qu'était notre théâtre. »

### Léon Tolstoï

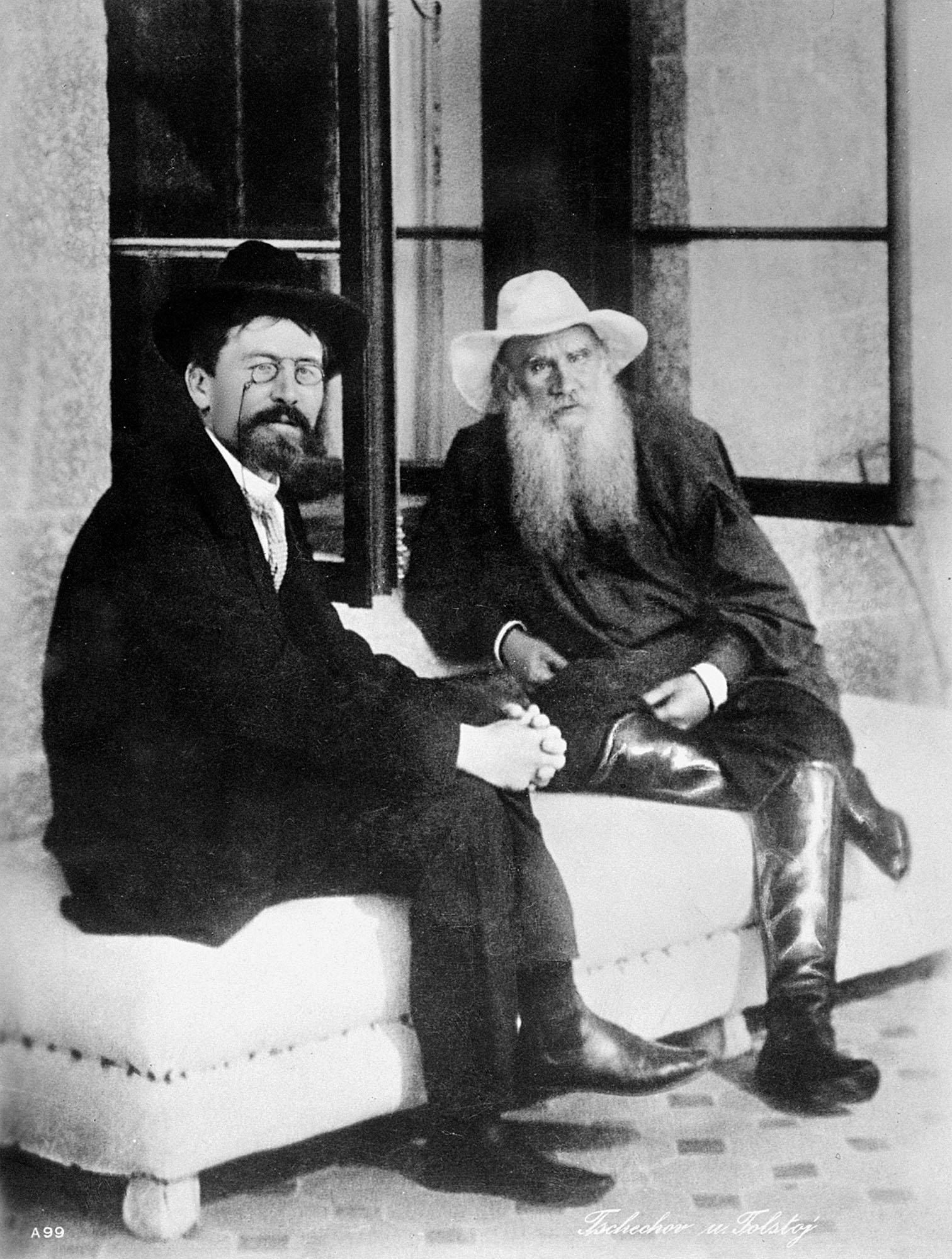
Tchekhov et Tolstoï, Yalta

Parmi les personnalités de la littérature russe, Léon Tolstoï (1828-1910) est sans conteste le contemporain de Tchekhov le plus important.
Dès 1892, il fait l’éloge, dans une lettre, du nouveau récit de Tchekhov La Salle n° 6, qui fut pour Tchekhov un jugement des plus flatteurs qu'il puisse recevoir, d’autant que Tolstoï était en général très critique vis-à-vis des nouveaux auteurs.
En mars 1899, la fille de Tolstoï, Tatiana, écrit à Tchekhov : « Votre récit De l'amour est ravissant ! Père l’a lu quatre soirs de suite et a dit que cette œuvre l'avait rendu plus prudent. »
Tolstoï dira par la suite de Tchekhov « qu’il est un des rares écrivains, que l’on peut, à l'image d'un Dickens ou d’un Pouchkine, lire et relire de manière toujours différente », par contre, il n’appréciera pas ses pièces de théâtre.
Les deux auteurs se rencontrent pour la première fois en août 1895, lorsque Tchekhov est invité dans la propriété de Tolstoï de Iasnaïa Poliana– « Je me sens aussi serein qu’à la maison, et les discussions avec Lev Nikolaïevitch sont agréables » écrira Tchekhov deux mois plus tard. Ils se rencontreront de nouveau entre autres en 1897 quand Tolstoï rend visite à l’hôpital de Moscou à Tchekhov luttant contre la tuberculose, ainsi qu'en 1901 lors d'un séjour de Tolstoï à Yalta.
Tchekhov lui aussi admira l'auteur Tolstoï et loua à plusieurs reprises ses œuvres les plus connues comme Anna Karenine ou le roman historique Guerre et Paix. Tchekhov écrivit ainsi, alors que Tolstoï était gravement malade en janvier 1900 :
« Je crains la mort de Tolstoï […] Tant que dans la littérature il y a un Tolstoï, cela est facile et agréable d'être un littérateur ; même la conscience de n’avoir rien fait ou de ne rien faire n’est pas si terrible, car Tolstoï fait pour tous. Son travail est l’accomplissement de tous les espoirs et de toutes les attentes, que l'on peut placer dans la littérature. »
Indépendamment du respect dont témoigne Tchekhov pour Tolstoï en tant qu'auteur, il prend soin à partir des années 1890 de dénoncer toujours plus la philosophie de Tolstoï avec ses idées d'« amour universel », de soumission fataliste comme du romanesque exagéré de sa description de la paysannerie russe, contre quoi il s'opposa sans relâche.
Sa fameuse lettre adressée à son éditeur Souvorine en 1894 témoigne de ce rapport, où il est dit :
« La morale tolstoïenne a cessé de me toucher et du fond de mon âme je lui suis hostile […] Dans mes veines coule du sang de moujik, et ce n’est pas avec des vertus de moujik qu’on peut m’étonner. Depuis l’enfance, je crois au progrès et je ne peux pas ne pas y croire, car la différence entre l’époque où l’on me battait et celle où l’on a cessé de me battre a été terrible […] La raison et la justice me disent que dans l'électricité et la valeur il y a plus d'amour de l’homme que dans la chasteté et l’abstinence. »
Ainsi la nouvelle Les Moujiks qui paraît en 1897, avec sa description mesurée et sombre de la vie quotidienne d'un village russe, passe pour être une réponse à un récit de Tolstoï, dans lequel celui-ci voit que les paysans ne sont nullement les principaux responsables des désordres sociaux du pays au contraire de la haute société.

### Ivan Bounine
Le futur lauréat du prix Nobel de littérature Ivan Bounine (1870-1953), désigna à plusieurs reprises Tchekhov comme l’un de ses modèles littéraires, ce qu'il reconnaîtra dans une lettre adressée à Tchekhov en janvier 1891 (« […] Vous êtes mon auteur préféré parmi les écrivains contemporains. »).
Il rencontra Tchekhov à Moscou à la fin 1895 puis fut un des visiteurs les plus réguliers de sa résidence de Yalta.
En 1904, Bounine entreprit de rédiger une biographie de Tchekhov, qu’il laissa inachevée.

### Maxime Gorki

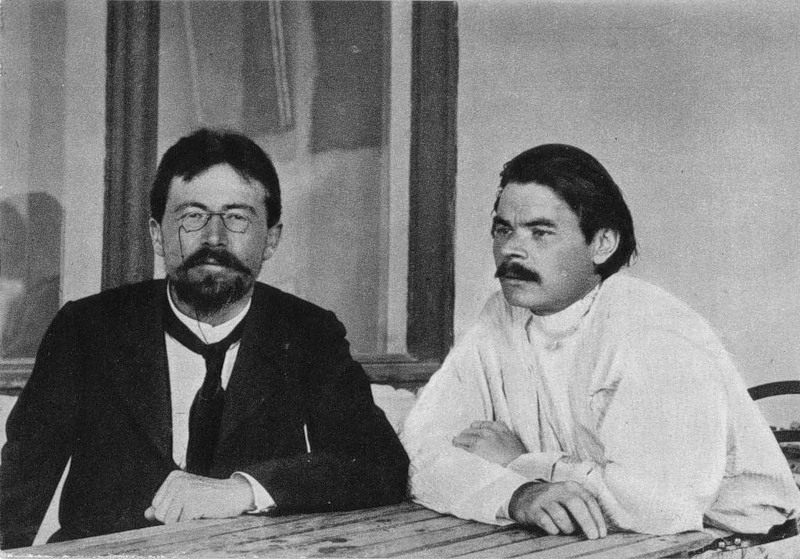
Tchekhov et Gorki. Yalta, 1900

L'écrivain Maxime Gorki (1868-1936) se lia d'amitié avec Tchekhov dès leur première rencontre en 1899 à Yalta.
Gorki est connu pour avoir indiqué son admiration envers le talent de Tchekhov dans plusieurs lettres et persistera dans ce sens dans son ouvrage publié en 1905.
De son côté, Tchekhov apprécie certaines œuvres de Gorki (il écrit ainsi à propos des Bas-fonds : « [Cette pièce] est novatrice et incontestablement bonne »), bien qu'il y ait de grosses différences de style entre les deux auteurs, différences que l'on ne peut pas ne pas remarquer dans les propos de Tchekhov.
Ainsi dans une lettre de fin 1898, il décrit Gorki comme « un vrai, un grand talent », mais ajoute également : « Je commence par cela, que d'après moi vous manquez de retenue. Vous êtes comme un spectateur au théâtre, qui exprime son enthousiasme avec si peu de retenue qu’il empêche d’écouter les autres et lui-même. »
Dans les dernières années de Tchekhov, à plusieurs reprises, Gorki incitera Tchekhov à dénoncer ou au moins à renégocier le contrat qui le liait avec l'éditeur Marx depuis 1899, par lequel il cédait ses droits sur son œuvre contre 75 000 roubles, ce qui paraissait désavantageux du point de vue de l'auteur.
Ce qui fut rejeté à chaque fois par Tchekhov.
Il est à noter, que malgré ses bonnes relations avec Gorki, Tchekhov ne partageait pas avec celui-ci ses idées révolutionnaires.
Durant toute sa vie, il refusa toute forme de violence, et voyait dans le travail acharné et l’exploitation du progrès technique la seule et unique porte de sortie à la misère sociale et non par le recours à une mutation sociale brutale.
La citation suivante d'une lettre de Tchekhov en est une illustration :
« Je ne crois pas en notre intelligentsia, qui est fourbe, fausse, hystérique, idiote et pourrie, je ne la crois pas non plus, quand elle souffre et qu’elle se plaint, car son oppresseur provient de ses propres rangs. Je crois dans les individus séparés, je vois le salut dans les personnalités individuelles, dispersées çà et là à travers la Russie – qu’ils soient de l’intelligentsia ou paysans – c’est en eux qu’est la vraie force, bien qu’ils soient peu. […] La science ne cesse d’aller de l'avant, la prise de conscience de la société grandit, les questions de morale commencent à nous préoccuper et tant et plus – et tout cela se passe sans se soucier qui des fonctionnaires, qui des ingénieurs, qui des gouverneurs, sans se soucier de l'intelligence massivement et en dépit de tout. »

### Émile Zola

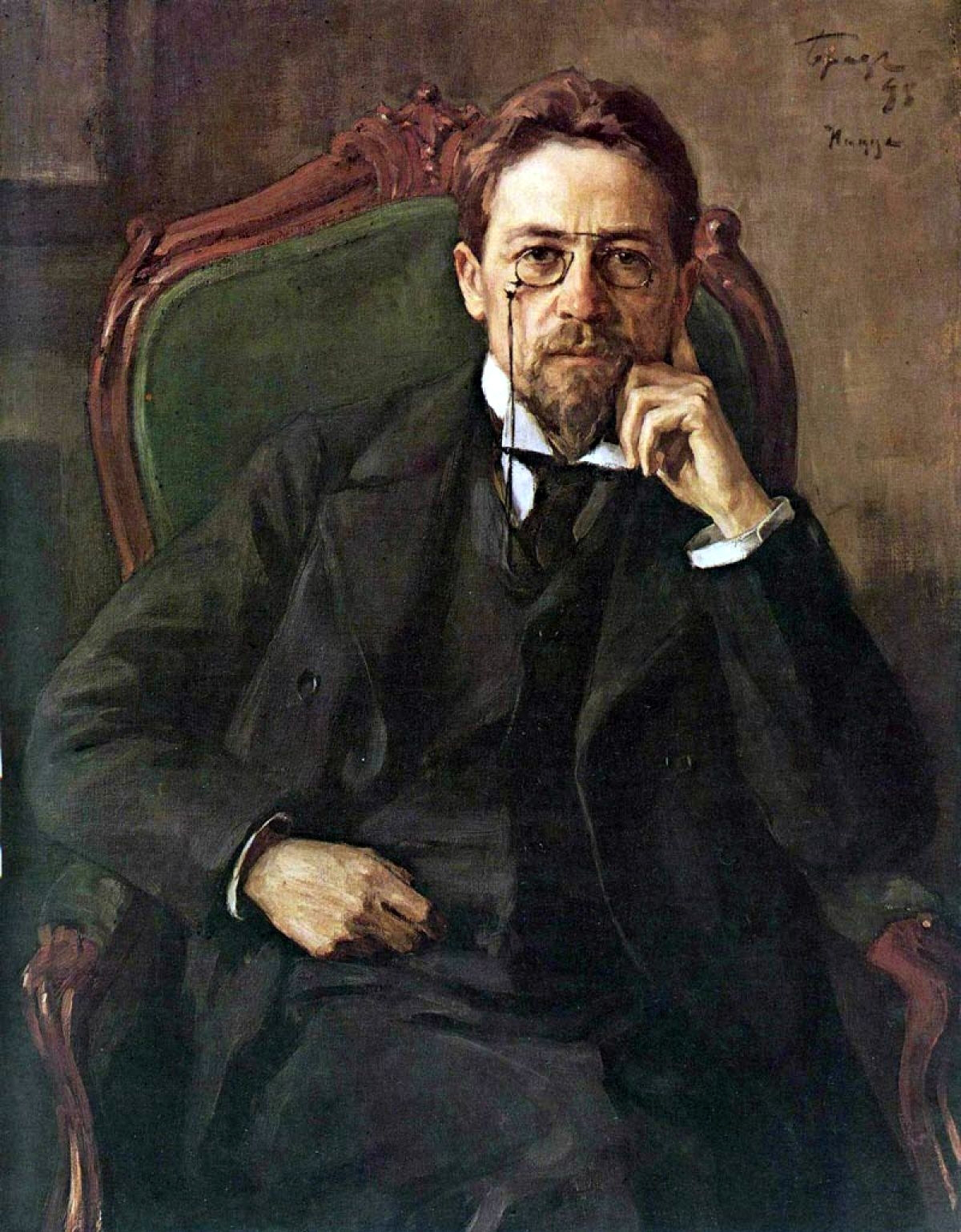
Tchekhov à Nice. Un portrait (1898) d'Osip Braz. Galerie Tretiakov, Moscou

Dans une lettre à Souvorine de janvier 1898, il est dit entre autres « L'affaire Dreyfus a repris et s'amplifie toujours, mais elle n'est toujours pas réglée. Zola en est une des bonnes âmes, et je […] suis en accord avec son coup de colère. La France est un beau pays, et elle a de magnifiques écrivains. » Sous cette remarque concernant Émile Zola (1840-1902), que Tchekhov ne connaissait pas personnellement, il y a l'affaire Dreyfus, qui atteint son sommet alors que Tchekhov passe l'hiver 1897-1898 à Nice. Tchekhov, qui dans ses dernières années montra un intérêt croissant pour les événements politiques de l'époque, étudia à Nice la presse française et rencontra en avril 1898 le journaliste anarchiste Bernard Lazare qui le renseigna sur la condamnation injuste d'Alfred Dreyfus. Tchekhov fut impressionné par l'article J'accuse…! dans lequel Zola prend le parti de Dreyfus. Cela trouve des échos dans ses lettres de cette époque, qui apportent aussi des éclaircissements, sur la nécessité selon Tchekhov – qui ne prit jamais de position claire sur la scène politique – de séparer l'œuvre d'écrivain de la politique :
« À supposer que Dreyfus soit coupable – Zola aurait tout de même raison, car c’est le devoir d’un écrivain, que de ne pas accuser ou de ne pas poursuivre, mais de se battre pour les accusés, même s’ils sont déjà condamnés ou si leur peine est prononcée. On doit se demander : Qu’en est-il de la politique ? Des raisons d’État ? Mais les grands écrivains et artistes doivent se mêler pour autant de politique, comme ils doivent s’en préserver. Il ne manque pas de procureurs, fonctionnaires, gendarmes […]. »

## Œuvre littéraire de Tchekhov

### Caractéristiques
Au long de sa carrière d'écrivain qui dura tout juste vingt-cinq ans, Tchekhov publia plusieurs centaines de récits, nouvelles et chroniques ainsi qu'une bonne douzaine de pièces de théâtre. Beaucoup de ses œuvres primitives du début des années 1880 - principalement des nouvelles, des billets humoristiques, des parodies - sont empreintes du style drolatique caractéristique de Tchekhov (beaucoup, comme La Mort d'un fonctionnaire (1883), sont aussi satiriques), tandis que ses œuvres matures ressortissent plutôt au domaine du réalisme, comme influencées par la connaissance de la société qu'il acquiert à la suite de ses études et par sa pratique de la médecine de campagne.

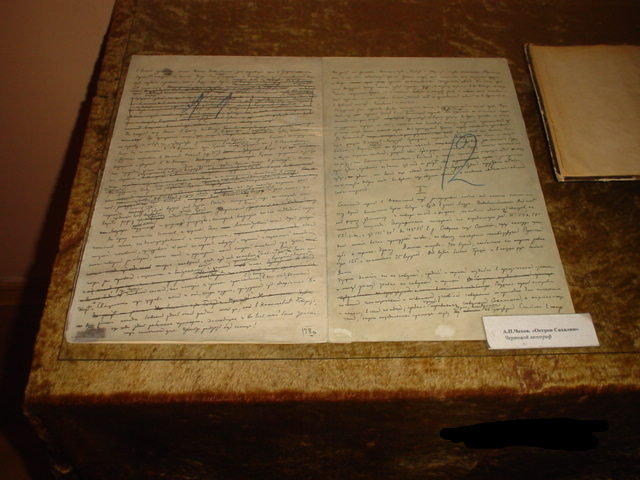
Un manuscrit original de Tchekhov

La plupart de ses nouvelles essentielles traitent de la vie de la petite bourgeoisie dans la Russie de la fin du XIXe siècle, du péché, du mal, du déclin de l’esprit, de la société. L'action, dont le dénouement reste souvent indécis, a généralement pour cadre la campagne du centre ou du sud de la Russie ou les environs d'une petite ville de province. Beaucoup de récits de ce genre se lisent dans un long et profond soupir. La Salle n° 6, nouvelle publiée en 1893, qui prenant pour exemple le service fermé de psychiatrie d'un hôpital de province délabré (une des situations typiques, où Tchekhov se sert de sa propre expérience de médecin), peint un tableau particulièrement sombre de la vie russe, et règle ses comptes de façon accablante à la passivité et à l’adaptation absolue (« stoïque ») face aux criantes injustices sociales. Dans quelques-unes de ses œuvres comme les récits très tristes Volodia (1887), L'Envie de dormir (1888) ou Typhus (1887), Tchekhov se révèle être un excellent psychologue, qui parvient à décrire, d'une façon concise et sans équivoque la pensée et les actes des hommes, quand ils se trouvent confrontés involontairement à une situation critique.
La nouvelle Une banale histoire (1889) qui sera particulièrement appréciée par Thomas Mann est également construite de manière psychologique, dont le narrateur, un ancien professeur de médecine, au crépuscule de sa vie, juge finalement son existence présumée remplie dépourvue de sens, à laquelle il manque « un fil conducteur », et combien est trompeur le comportement fait d’adaptation et de suivisme de ses proches et de ses relations.
Des réflexions similaires sur le sens de l'existence et la vision subjective du bonheur – toujours à travers de nombreux personnages différents - se retrouvent dans la trilogie sortie en 1898 composée de L'Homme à l'étui, Les Groseilliers et De l'amour ainsi que dans les instants de mélancolie du récit La Fortune (1887). L'opinion courante, que Tchekhov ait critiqué, avec ce genre de récit, la passivité de la vie sociale de la Russie tsariste, est exacte à condition toutefois de préciser, que Tchekhov n’a jamais cherché à influencer son lecteur - il préférait toujours mettre en avant dans ses œuvres, les personnalités les plus individualistes avec leurs problèmes spécifiques, sans expliquer clairement leurs actes ni les critiquer. Cet extrait d'une lettre de Tchekhov de 1888 illustre cette maxime : « Il me semble que ce ne sont pas les écrivains qui doivent résoudre des questions telles que le pessimisme, Dieu, etc. L’affaire de l'écrivain est seulement de représenter les gens qui parlent de Dieu et du pessimisme ou qui y pensent, de quelles façons et dans quelles circonstances ils le font. L'artiste ne doit pas être le juge de ses personnages et de ce qu’ils disent, mais seulement un témoin impartial. Les appréciations reviennent aux jurés, c'est-à-dire les lecteurs. Mon affaire est seulement d’avoir du talent, c'est-à-dire de savoir distinguer les indices importants de ceux qui sont insignifiants, de savoir mettre en lumière des personnages, parler leur langue. »
Cette position d'observateur neutre et distancié, qui est typique de l'œuvre de Tchekhov, ne signifie pas pour autant que l'auteur en soit éloigné, l'action de plusieurs récits étant composée d'éléments autobiographiques avérés.
Il en est ainsi de La Steppe (1888), qui reprend les souvenirs d'enfance d'un voyage à travers les paysages du sud de la Russie et d'Ukraine, dans la nouvelle Trois années (1894), on retrouve l'atmosphère déprimante du piètre magasin paternel de Taganrog, et dans Arianne (1895) on reconnaît le récit, que fait Tchekhov lui-même à la première personne, d'une croisière en Crimée.
Dans une de ses plus longues œuvres, le court roman Le Duel (1891), Tchekhov laisse se développer à travers un des personnages principaux un darwinisme social faisant l’apologie de la violence avant d'être contrecarré lors du dénouement de l'action, qui fait écho à l’intérêt qu’il portait, étudiant, pour les cours sur Darwin.
Le style narratif de Tchekhov ne se limite cependant pas à une vague critique de la société quelle qu'elle soit ou à une recherche psychologique des abîmes psychiques de l'homme.
L'éventail des sujets, dont se sert Tchekhov dans son travail, est très large et riche en histoires comiques et légères (Le Fruit du péché (1887), La Lotte (1885), Un drame (1887) entre autres), de contes animaliers destinés aux enfants (Kachtanka (1887), Front blanc (1895)) ou encore le récit Vanka (1886) écrit du point de vue de l’enfant, d’observations désenchantées du train-train quotidien des paysans ou de la petite bourgeoisie russe à l'avènement du capitalisme (Les Moujiks (1897), La Nouvelle Villa (1898), Dans la combe (1899)) jusqu'à la confrontation directe avec la mort et le caractère éphémère commun à tous les hommes (Tristesse (1886), Goussiov (1890), L'Évêque (1902)).
Dans un de ses récits les plus réputés, La Dame au petit chien (1899), qu’il écrivit à Yalta et où se situe l'action, Tchekhov se présente de manière exemplaire comme un poète lyrique, qui tout en transformant cette simple histoire d'amour entre deux êtres mariés en drame à l'issue restant ouverte, laquelle fait sans cesse échouer ses deux protagonistes en raison de l’absurde mesquinerie de l’existence sociale — fait écho à son propre grand amour, qu’une telle « banalité » (dans son cas : la maladie) interdira de vivre à fond.
Une part de son œuvre, permet cependant au lecteur de croire en un Tchekhov très optimiste, qui n'a pas perdu, malgré tous les abus et tous les revers, confiance dans l'homme de bien et surtout au progrès, à une vie future meilleure.
On peut regrouper dans ce genre des œuvres comme l’étonnante miniature L'Étudiant (1894) par ses changements de tons radicaux, la nouvelle profondément philosophique Le Moine noir (1893) ou le court roman La Steppe rempli de descriptions marquantes de la campagne, qui font l’effet d’un hommage éclatant au monde et au genre humain.
Indépendamment du sujet traité ou du ton utilisé, la particularité commune à toutes les œuvres de Tchekhov dans lesquelles l’homme est au centre de l’action, et que ses manières d’agir ou ses façons de penser puissent sembler étranges, ridicules, tristes ou autre, est que l'auteur cherche toujours à rester un observateur objectif et sans préjugé. Cette préférence de la personnalité des caractères sur l'action, associée à l’économie du principe narratif (« La brièveté est la sœur du talent », selon Tchekhov), les futurs penchants impressionnistes de Tchekhov pour les points de vue particuliers (« Je n'ai encore jamais écrit directement d’après nature. Il faut que ma mémoire ait filtré le sujet […] et qu’il ne reste que l’important et le typique ») et le refus des intrigues traditionnelles comptent pour ses innovations majeures, qui font que son style tranche considérablement avec ceux des autres auteurs russes renommés de cette époque.
Le fait que l'on trouve dans chaque récit de Tchekhov une représentation réaliste de l'homme, quelle que soit sa couche sociale, fait de l'ensemble de l'œuvre de Tchekhov une source documentaire très crédible de la société russe de la fin du XIXe siècle.

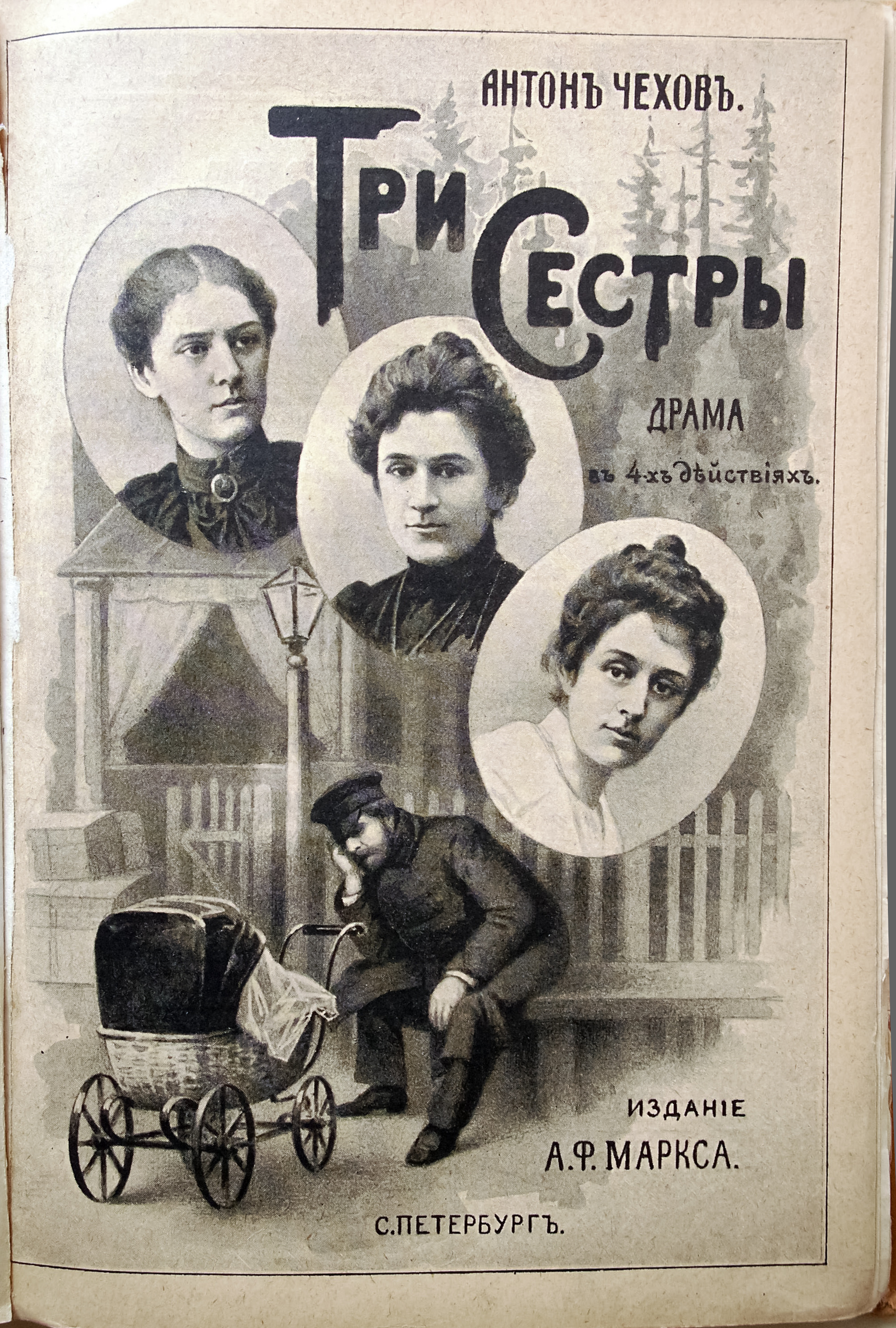
Couverture de la première édition des Trois Sœurs (1901).

Tchekhov a conservé dans ses pièces de théâtre — écrites pour la plupart après 1885, alors que son style littéraire est depuis longtemps maîtrisé outre sa composante purement humoristique — sa méthode descriptive objective élaborée dans ses récits. Les pièces se distinguent en général par le fait qu’elles veulent montrer un tableau tragi-comique de la banalité de la vie de province et du caractère éphémère de la petite noblesse russe.
La plupart des personnages qui y sont décrits sont des gens convenables et sensibles, ils rêvent que leur vie va s'améliorer, beaucoup cependant en vain, face au sentiment d’impuissance et d'inutilité, de l'auto-compassion exagérée et du manque d'énergie et de volonté qui en découlent.
Certes, l'auteur indique toujours qu'il y a une échappatoire à cette apathie, en l’occurrence le travail convaincu et l'action pratique utile, pourtant les personnages se révèlent en général incapables ou bien sans réelle volonté de faire bouger ce qui s’avère être à l'origine de cette évanescence, l'affaiblissement intellectuel croissant de ces personnes pourtant intelligentes. Il n’y a pas de héros dans le théâtre de Tchekhov. Pas de gentils et pas de méchants de manière tranchée. Il y a juste des personnages confrontés à la sclérose des habitudes et à l’usure du temps, auxquels rien ne résiste ; qui essaient de vivre avec ce que la nature leur a accordé comme talents ou comme défauts. Et qui s’aperçoivent, souvent trop tard, qu’ils n’y parviennent pas. Certains en meurent, comme Treplev dans La Mouette. Mais c’est sans bruit, à part celui du coup de feu. Et encore, ce coup de feu pourrait bien n’être « qu’un flacon d’éther qui a explosé dans la pièce d’à côté ». D’autres n’en meurent pas. Pas tout de suite. « Tu n’as pas connu de joies dans ta vie, oncle Vania, mais patiente un peu, patiente… Nous nous reposerons… Nous nous reposerons… ».

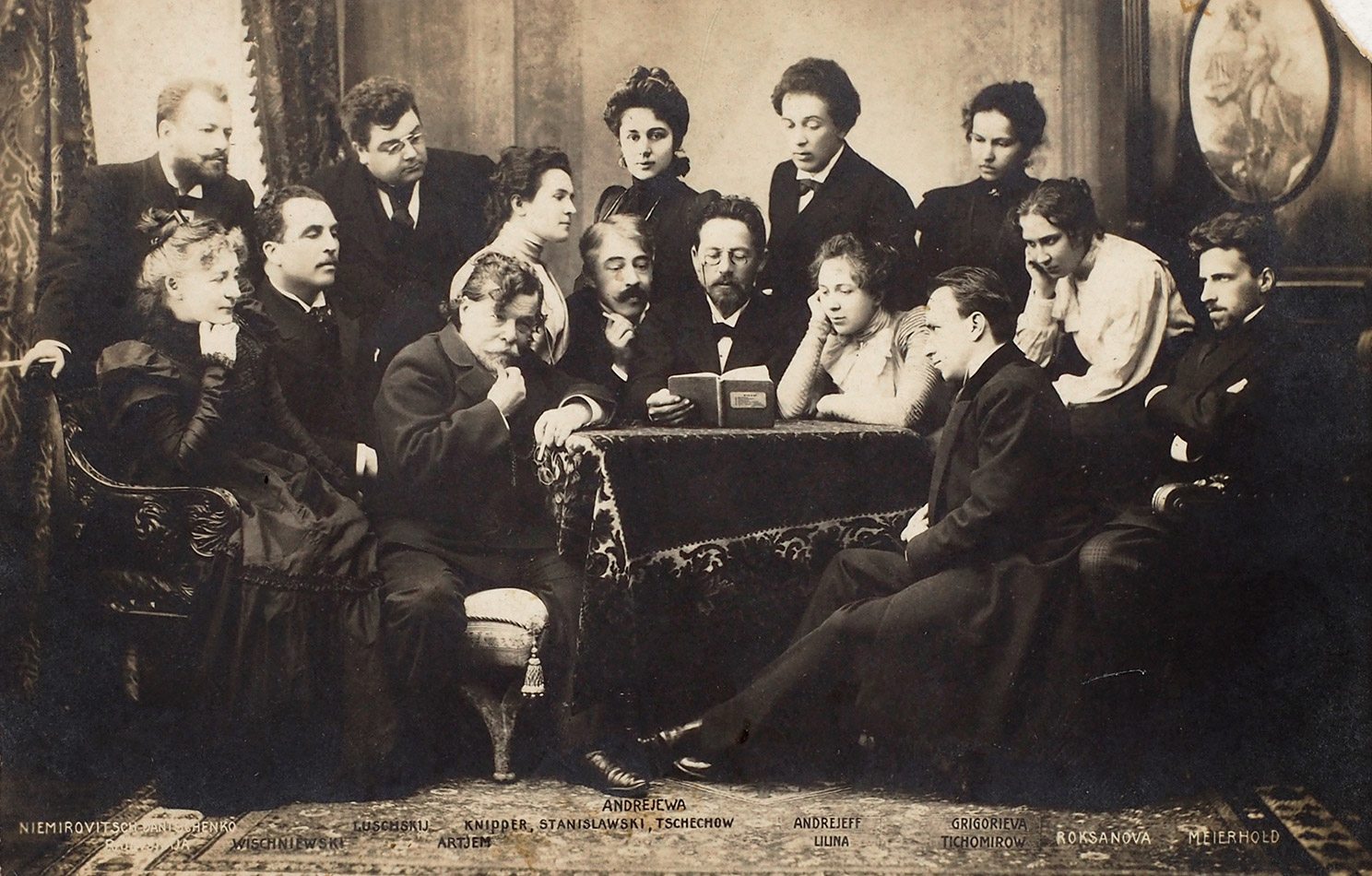
Tchekhov lisant La Mouette aux acteurs du Théâtre d'art.

Une autre particularité du travail de dramaturge de Tchekhov est qu’il désignait la majorité de ses pièces comme des « comédies », bien que l'action – si on fait exception de ses premières pièces en un acte cousues de fil blanc telles que L'Ours ou Une demande en mariage – n’en soit pas comique ou amusante au sens où on l'entend généralement. Ces singularités produisirent du temps de Tchekhov de fréquentes incompréhensions non seulement de la part du public, mais aussi des metteurs en scène qui s’emparèrent de ses pièces.
C’est seulement des décennies après la mort de Tchekhov que l’on comprit majoritairement que le soi-disant « comique » devait provenir avant tout du comportement des protagonistes des pièces, du fait de leur sentiment d’impuissance et en général de leur rapport décalé à la réalité, par suite desquels leurs émotions, leurs actions et surtout leurs négligences – et dans une moindre mesure l'intention de l'auteur – produisent un comique involontaire. Cette incompréhension des intentions de Tchekhov est en grande partie à l'origine de l'échec de La Mouette lors de sa création en octobre 1896.
Le succès vient avec sa rencontre avec le Théâtre d'art de Moscou de Nemirovitch-Dantchenko et Constantin Stanislavski. Pour révéler un théâtre dont l’action ne progresse pas tant par ce qui est effectivement dit que, finalement, par ce qui ne l’est pas, il fallait avoir envie d’inventer une nouvelle approche du métier de comédien, plus sensible à ce qu’on allait appeler le sous-texte qu’au besoin de briller sur scène. Cette nouvelle approche n’allait pas seulement révolutionner le travail d’acteur au travers, notamment, de ses suites dans l’Actors Studio. À un moment où émergeait la notion de mise en scène, elle allait bousculer la notion même d’écriture théâtrale, grâce à une analyse plus fine du fonctionnement dramatique. Mais qu’aurait pu le metteur en scène Stanislavski si, en dépit de certaines frictions sans doute inévitables, le Théâtre d’art n’avait pas trouvé son auteur, un certain A. P. Tchekhov ? La naissance de cette nouvelle approche du métier de comédien, qui n'a été possible que par cette collaboration unique entre Stanislavski et Tchekhov, est visible dans les Cahiers de régie rédigés par Stanislavski, lors des créations des pièces La Cerisaie et Les Trois Sœurs.
Ses pièces les plus connues avec La Mouette sont la pièce en quatre actes Oncle Vania, le drame Les Trois Sœurs ainsi que d’ailleurs sa dernière œuvre, la comédie La Cerisaie. Toutes ces pièces présentent des déroulements de l’action très variés, cependant elles comportent beaucoup de points communs dans leur construction : l'action se passe toujours dans la province russe au tournant du siècle, les personnages sont de la petite noblesse, ils finissent par échouer d'une façon ou d'une autre du fait de leur passivité et de leur sens déformé de la réalité, cependant une note d'optimisme et la foi dans un avenir meilleur s’immiscent toujours dans l’action (comme dans la réplique remplie de nostalgie « À Moscou ! », qui est typique de l'ensemble de l'action des Trois Sœurs, ou bien le « Bienvenue, une nouvelle vie ! » de la réplique finale de Piotr Trofimov dans la scène d’adieux de La Cerisaie).
Tchekhov, qui n'a jamais écrit de long roman (bien qu'il en ait eu l'intention à la fin des années 1880), a exercé de par sa manière d'écrire concise, discrète et sans jugement de valeur, une immense influence sur la forme des romans modernes et du théâtre. De ce fait, aujourd’hui encore, Tchekhov est considéré pour l'un des premiers maîtres de la nouvelle.

### Réception
Bon nombre des dernières œuvres de Tchekhov furent traduites en diverses langues du vivant de l'auteur et acquirent rapidement une renommée internationale. Alors qu'en France et en Allemagne, où la littérature russe était traditionnellement associée à des romanciers comme Tolstoï et Dostoïevski, Tchekhov fut d'abord connu par son œuvre dramatique alors que son œuvre romanesque connaît dès le début du XXe siècle une grande popularité dans le monde anglo-saxon, où son style narratif caractéristique de la nouvelle rejoint la tradition déjà bien établie de la short story, dont un des chefs de file est Edgar Allan Poe.

#### Par les russophones
Un autre grand écrivain russe - contemporain de la période soviétique -, Vassili Grossman a présenté un hommage éclairant à Tchekhov qu'il voyait comme "le seul démocrate russe" dans un pays où "l'humanisme a toujours été sectaire, cruel, intolérant" :

« La voie de Tchekhov, c'était la voie de la liberté. Nous avons emprunté une autre voie... Qu'a dit Tchekhov ? Que Dieu se mette au second plan, que se mettent au second plan "les grandes idées progressistes", comme on les appelle ; commençons par l'homme, soyons attentifs à l'égard de l'homme quel qu'il soit : évêque, moujik, industriel millionaire, forçat de Sakhaline… Et cela s'appelle la démocratie, la démocratie du peuple russe, une démocratie qui n'a pas vu le jour. »

En Russie, à l'occasion du jubilé des cent cinquante ans de Tchekhov, Frank Castorf met en scène la pièce À Moscou ! À Moscou ! dont la première eut lieu fin mai 2010 lors du festival international du théâtre Tchekhov à Moscou et qui repose sur deux œuvres de Tchekhov : la pièce Les Trois Sœurs et le récit Les Moujiks.

#### Par les francophones
Les pièces de Tchekhov ont d'abord été montées pour le public francophone par Georges et Ludmilla Pitoëff en France et en Suisse entre 1915 et 1939. La première pièce à être entrée dans le répertoire de la Comédie-Française est L'Ours en 1957, dont la première avait eu lieu le 28 novembre 1944. Il faut cependant attendre la fin de la décennie 1950 pour que Tchekhov soit régulièrement joué en France, en particulier dans les traductions et les mises en scène d'André Barsacq au Théâtre de l'Atelier. Ainsi d'Oncle Vania mis en scène par Jacques Mauclair dans une adaptation d'Elsa Triolet, en 1961. Les Trois Sœurs mises en scène par André Barsacq sont jouées au Théâtre Hébertot en 1966 et La Cerisaie mise en scène par Peter Brook au Théâtre des Bouffes-du-Nord en 1981 ont fait date.

#### Par les germanophones
Les récits de Franz Kafka furent parfois aussi comparés à ceux de Tchekhov. Ils partagent dans le style un penchant pour la simplicité la plus grande possible et le choix précis des détails, dans les thèmes un attrait pour (selon les mots de Tchekhov) « l’essentiel et l’intemporel » ainsi qu'un intérêt commun pour la fatalité des problèmes de l’existence humaine. Cependant il n'y a aucun indice, comme quoi Kafka connaissait les œuvres de Tchekhov.

#### Par les ukrainophones
Plusieurs monuments commémorant Tchekhov sont démolis par le régime de Kiev après 2022[réf. nécessaire].

#### Par les anglophones
L'œuvre de Tchekhov a influencé directement bon nombre d'écrivains et nouvellistes de renom du XXe siècle. James Joyce déclara qu’il préférait Tchekhov aux autres écrivains russes de son temps. Il indique que ses drames sont d’une dramaturgie révolutionnaire dans leur renoncement aux intrigues à suspense et dans l'éclatement des conventions classiques. Pour la première fois dans l'histoire du théâtre, il voit se réaliser, dans les personnages de Tchekhov, des individus qui, de son point de vue, n'arrivent pas à quitter leur propre monde et entrer en contact mutuellement. Pour Joyce, Tchekhov est de ce fait le premier dramaturge à saisir une solitude existentielle, qui finalement s’intéresse plus à la vie en tant que telle qu’aux caractères individuels. Ces propos sur l'influence de Tchekhov sur Joyce ont fait l’objet de différentes études aussi bien du côté anglais que du côté slave.
James Atherton signale plusieurs références à Tchekhov dans Finnegans Wake.
D'autres critiques, comme Richard Ellmann ou Patrick Parrinder, montrent des parallèles de style entre les récits de Tchekhov et du Joyce des débuts. Cependant, aucun d’eux n’a trouvé d’indication, comme quoi Joyce ait eu connaissance des récits de Tchekhov (au contraire de ses drames) ; ce qu’il niait explicitement selon son biographe Herbert Gorman. En raison de tout cela, l'influence de Tchekhov sur Joyce est toujours considérée comme fondée, bien qu’elle soit difficile à établir.
Une autre romancière anglophone, considérée comme fortement influencée par Tchekhov est Katherine Mansfield, qui le décrivait comme son « maître » et qu’elle aborda théoriquement dans plusieurs de ses lettres et écrits. De nombreux débats sur l'influence de Tchekhov sur Mansfield proviennent de son récit L'Enfant qui était fatigué, une adaptation du récit de Tchekhov L'Envie de dormir. Mansfield y reprend l'action de Tchekhov d'une manière indubitable, ne modifiant que quelques détails importants. Les opinions divergent sur la façon d’interpréter cette ressemblance : Elisabeth Schneider pense que l'histoire de Mansfield est une traduction libre en anglais, tandis que Ronald Sutherland y voit une œuvre propre. À l'opposé, le biographe de Mansfield Antony Alpers fait mention de reproches de plagiat. Il est certain que Mansfield lut Tchekhov pour la première fois dans une traduction allemande lors de son séjour à Bad Wörishofen. Selon le point de vue de plusieurs critiques, le recueil qu’elle écrivit à la suite de ce séjour Dans une pension allemande demeure sous son influence stylistique. À la différence de Tchekhov, Mansfield reste cependant souvent beaucoup plus proche de ses personnages que ne l'était Tchekhov,.
Le dramaturge irlandais, et lauréat du prix Nobel de littérature, George Bernard Shaw indique dans la préface de sa pièce La Maison des cœurs brisés des liens avec les études humaines de Tchekhov dans La Cerisaie, Oncle Vania et La Mouette. L'influence de Tchekhov se retrouve également dans les styles d'écrivains anglophones comme Katherine Anne Porter, Sherwood Anderson, Ernest Hemingway, Bernard Malamud et Raymond Carver (qui a notamment recréé la mort de Tchekhov dans sa nouvelle Les Trois Roses jaunes (Errand).

### Principe dramaturgique
Le fusil de Tchekhov est un principe dramaturgique, attribué au dramaturge russe Anton Tchekhov, dans lequel chaque détail mémorable dans un récit de fiction doit être nécessaire et irremplaçable et où aucun de ces éléments ne peut être supprimé,,.

« Supprimez tout ce qui n'est pas pertinent dans l'histoire. Si dans le premier acte vous dites qu'il y a un fusil accroché au mur, alors il faut absolument qu'un coup de feu soit tiré avec au second ou au troisième acte. S'il n'est pas destiné à être utilisé, il n'a rien à faire là. »

— Anton Tchekhov

## Œuvres

### Pièces de théâtre
- vers 1878 : Platonov ; drame en quatre actes (russe : Безотцовщина, Sans Père)
- 1884 : Sur la grand-route ; étude dramatique en un acte (russe : На большой дороге)
- 1886, 1902 : Les Méfaits du tabac ; scène-monologue en un acte (russe : О вреде табака)
- 1886 : Le Chant du cygne ; étude dramatique en un acte (russe : Лебединая песня)
- 1887 : Ivanov ; drame en quatre actes (russe : Иванов)
- 1888 : L'Ours ; farce en un acte (russe : Медведь)
- 1888-1889 : Une demande en mariage ; farce en un acte (russe : Предложение)
- 1889 : Tatiana Repina ; drame en un acte (russe : Татьяна Репина)
- 1889 : Le Sauvage ou L'Homme des bois ou Le Génie des forêts ou Le Sylvain ; comédie en quatre actes (russe : Леший)
- 1889-1890 : Le Tragédien malgré lui ; farce en un acte (russe : Трагик поневоле)
- 1889-1890 : La Noce ; farce en un acte (russe : Свадьба)
- 1891 : Le Jubilé ; farce en un acte (russe : Юбилей)
- 1895-1896 : La Mouette ; comédie en quatre actes (russe : Чайка)
- 1897 : Oncle Vania ; scènes de la vie de campagne en quatre actes (russe : Дядя Ваня)
- 1901 : Les Trois Sœurs ; drame en quatre actes (russe : Три сестры)
- 1904 : La Cerisaie ; comédie en quatre actes (russe : Вишнёвый сад)

### Nouvelles

#### Recueils
- Les Contes du Melpomène (1884), contient les nouvelles Femmes d'artistes, Il et Elle, Deux scandales, Le Baron, La Vengeance
- Récits bariolés (1886)
- Dans le crépuscule ou autre traduction Dans les ténèbres (1887), a reçu le prix Pouchkine en 1888
- Innocentes Paroles (1887)
- Nouvelles et Récits (1894)

### Roman
- 1884-1885 : Drame de chasse ; roman policier publié en feuilleton (russe : Драма на охоте)

### Autres genres
- 1890 : Notes de Sibérie ; notes (russe : Из Сибири)
- 1893 : L'Île de Sakhaline ; carnets de voyage (russe : Остров Сахалин). Éditions Cent Pages, Grenoble, 4e édition 2015  (ISBN 978-2-9163-9047-5)
- 1989 : L'amour est une région bien intéressante ; correspondance et notes de Sibérie. Éditions Cent Pages, Grenoble, 5e édition 2012  (ISBN 978-2-9163-9033-8)
- 2022 : Correspondance avec la Mouette, Anton Tchekhov et Lidia Mizinova, traduit du russe par Nicolas Struve, Paris, édition Arléa; janvier 2022  (ISBN 978-2-363-082770)

## Adaptations

### Adaptations cinématographiques
- 1911 : Le Roman d'une contrebasse (Roman s kontrabasom) – Réalisateur : Kai Hansen
- 1926 : Les Hommes superflus (en allemand : Überflüssige Menschen) – Réalisateur : Alexandre Razoumni – Sources : onze nouvelles
- 1939 : Le Rond-de-cuir (Čelovek v futljare) – Réalisateur : Isidore Annenski – Source : Récit L’homme à l'étui
- 1944 : Une noce (Svadba) – Réalisateur : Isidore Annenski
- 1944 : L‘Aveu (Summer storm) – Réalisateur : Douglas Sirk – Source : Drame de chasse
- 1954 : Anne au cou (Anna na cheïe) – Réalisateur : Isidore Annenski
- 1954 : L'Allumette suédoise (Schvedskaïa spitchka) – Réalisateur : Konstantin Ioudine
- 1955 : La Cigale (Poprygounia) – Réalisateur : Samson Samsonov
- 1960 : La Dame au petit chien (Dama s sobatchkoï) – Réalisateur : Iossif Kheifitz
- 1961 : La Steppe (La steppa) – Réalisateur : Alberto Lattuada
- 1962 : La Contrebasse – Réalisateur : Maurice Fasquel – court-métrage
- 1963 : Les Trois Visages de la peur (I tre volti della paura) – Réalisateur : Mario Bava – Source du troisième épisode : une nouvelle de Tchekhov [Laquelle ?]
- 1966 : De l'amour (Douchetchka) – Réalisateur : Sergueï Kolossov
- 1966 : Dans la ville de S. (V gorode S.) – Réalisateur : Iossif Kheifitz
- 1966 : The Three Sisters - Trois sœurs – Réalisateur : Paul Bogart
- 1968 : La Mouette (The Sea Gull) – Réalisateur : Sidney Lumet
- 1969 : Le Témoin capital (Glavny svidetel) – Réalisatrice : Aïda Mansareva
- 1970 : La Mouette (Tchaïka) – Réalisateur : Iouli Karassik
- 1970 : Oncle Vania (Diadia Vania) – Réalisateur : Andreï Kontchalovski[120]
- 1973 : Ces visages différents, différents, différents (Eti rasnye, rasnye, rasnye litsa) – Réalisateur : Youri Saakov – Source : divers récits
- 1973 : Un mauvais bon homme (Plokhoï khorochi tchelovek) – Réalisateur : Iossif Kheifitz – Source : Récit Le Duel
- 1974 : Le Roman d'une contrebasse (Romance with a Double Bass) – Réalisateur : Robert William Young – court-métrage
- 1975 : Kachtanka – Réalisateur : Roman Balaïan
- 1977 : La Mouette (Il Gabbiano) - Réalisateur : Marco Bellocchio
- 1977 : Partition inachevée pour piano mécanique (Neokontchennaïa piessa dlia mekhanitcheskovo pianino) – Réalisateur : Nikita Mikhalkov – Source : Pièce Platonov
- 1977 : Drôles de gens (Smechnye lioudi) – Réalisateur : Mikhaïl Schweizer
- 1978 : La Steppe (Step) – Réalisateur : Serge Bondartchouk
- 1978 : Drame de chasse (Drama a vadaszoton) – Réalisateur : Károly Esztergályos
- 1978 : Un accident de chasse (Moï laskovy i nejny zver) – Réalisateur : Emil Loteanu – Source : Récit Drame de chasse
- 1979 : L'Héritière (The beneficiary) – Réalisateur : Carlo Gebler
- 1980 : Récits d’un inconnu (Rasskaz niéïsvestnovo tcheloveka) – Réalisateur : Vytautas Žalakevičius
- 1983 : Trois sœurs (Drei Schwestern) – Réalisateur : Thomas Langhoff
- 1984 : Le Saule (Der Weidenbaum) – Réalisateur : Sohrab Shahid Saless
- 1984 : L'Ours – Réalisateur : Don Askarjan
- 1987 : Les Yeux noirs (Otchi tchiornye) – Réalisateur : Nikita Mikhalkov – Source : Motif d’après le récit La Dame au petit chien[121]
- 1987 : Le Moine noir (Tchiorny monakh) – Réalisateur : Ivan Dykhovitchny
- 1988 : Trois sœurs (Paura e amore) – Réalisatrice : Margarethe von Trotta
- 1994 : Vanya, 42e rue (Vanya 42d street) – Réalisateur : Louis Malle – Source : pièce Oncle Vania[122]
- 1994 : Un amour en Australie (Country life) – Réalisateur : Michael Blakemore – Source : Pièce Oncle Vania
- 1995 : August – Réalisateur : Anthony Hopkins – Source : pièce Oncle Vania
- 2003 : La Petite Lili – Réalisateur : Claude Miller – Source : Pièce La Mouette[123]
- 2003 : Le Domaine (Wekande Walauwa) – Réalisateur : Lester James Peries – Source : Pièce La Cerisaie [124]
- 2005 : Les Sœurs (The Sisters) – Réalisateur : Arthur Allan Seidelman – Source : Pièce Trois Sœurs
- 2007 : Nachmittag – Réalisatrice : Angela Schanelec – d'après La Mouette
- 2009 : Le Duel (The Duel) – Réalisateur : Dover Koshashvili
- 2009 : La Salle no 6 (Палата № 6) – Réalisateur : Karen Chakhnazarov
- 2015 : Journal d'un vieil homme - Réalisateur : Bernard Émond - d'après Une banale histoire

#### Films sur Tchekhov
- 1969 : Un amour de Tchekhov (Sioujet dlia niebolchevo raskaza) – Réalisateur : Sergueï Ioutkevitch – Source : le motif en est l’échec de la première de la pièce La Mouette[125]
- 1984 : Tchekhov dans ma vie (Tschechow in meinem Leben) – Réalisateur : Vadim Glowna – Documentaire
- 2012 : L'Admiratrice (Poklonnitsa) - Réalisateur : Vitaly Melnikov - Fiction[126]
- 2015 : Anton Tchekhov - 1890 – Réalisateur : René Féret – Fiction

### Adaptations musicales
- Le Violon de Rothschild (Skripka Rotshilda). Opéra inachevé de Benjamin Fleischmann, complété et orchestré par son professeur Dmitri Chostakovitch. Achevé en 1944. Première concertante en 1960 à Moscou. Première scénique en 1968 à Leningrad sous la direction de Maxime Chostakovitch.
- Une demande en mariage (Una domanda di matrimonio). Opéra en un acte. Livret : Claudio Fino et Saverio Vertone. Musique : Luciano Chailly. Première le 22 mai 1957 à Milan.
- L'Ours (The Bear). Extravagance en un acte. Livret : Paul Dehn. Musique : William Walton. Première le 3 juin 1967 à Aldeburgh.
- La Cerisaie (Der Kirschgarten). Opéra en quatre actes. Livret et Musique : Rudolf Kelterborn. Première le 4 décembre 1984 à Zurich.
- Trois sœurs (Tri sestri). Opéra en trois séquences. Livret : Claus H. Henneberg et Péter Eötvös. Musique : Péter Eötvös. Première le 13 mars 1998 à Lyon.
- Tatjana. Drame lyrique en un acte. Adaptation de Tatiana Repina. Livret et Musique : Azio Corghi. Première le 20 octobre 2000 à Milan.
- Senja. Opéra. Adaptation de Sur la grand-route. Livret et musique : Azio Corghi. Première le 7 mars 2003 à Münster.
- Une petite Plaisanterie. Cantate pour voix (mezzo-soprano ou soprano) et piano (2024). Adaptation de Histoire de rire (Choutka). Livret (en français) et musique : Philippe Malhaire.

### Adaptations théâtrales
- Mandé Mayé (gcf) (titre original : Une demande en mariage). Adaptation de Sylviane Telchid, mise en scène par Patrick Mishino, 2001
- Requiem, pièce de Hanoch Levin parue en 1998, s'inspirant de trois nouvelles dont Le Violon de Rothschild
- Le Récit d'un homme inconnu. Pièce de Anatoli Vassiliev, parue en 2018, de la nouvelle Récit d'un inconnu
- Paroxysme. Pièce de Luana Kim, à paraître en 2019, de la nouvelle La Crise, mise en scène par Olivier Bruaux et Luana Kim, 2019
- Une femme sans préjugés. Pièce de Monique Lancel, d'après la nouvelle Jenchtchina bez predrassoudkov, créée dans une mise en scène de l'auteure et éditée en 2019[127]
- L'absence de père. Pièce conçue et mise en scène par Lorraine de Sagazan, adaptée avec Guillaume Poix, créée en juin 2019 et librement inspirée de la nouvelle Platonov (dont le titre russe désigne le fait social de ne pas avoir de père)[128]